# فهرست کوه‌های استان گلستان
فهرست کوه‌های استان گلستان، فهرستی دارای نام‌ها و مختصات کوه‌های استان گلستان ایران است، که از پایگاه ملی نام‌های جغرافیایی ایران در خرداد ۱۳۹۷ دریافت شده‌اند.
| نام                | مختصات                                                    | ارتفاع | منبع |
| ------------------ | --------------------------------------------------------- | ------ | ---- |
| آبدار              | ۳۷°۴۰′۵۹″شمالی ۵۶°۰۲′۰۷″شرقی / ۳۷٫۶۸۳۰°شمالی ۵۶٫۰۳۵۴°شرقی |        | ۱    |
| آتاناق             | ۳۷°۵۱′۳۱″شمالی ۵۵°۴۱′۳۰″شرقی / ۳۷٫۸۵۸۷°شمالی ۵۵٫۶۹۱۷°شرقی |        | ۲    |
| آتاناق             | ۳۷°۵۰′۲۱″شمالی ۵۵°۳۶′۱۳″شرقی / ۳۷٫۸۳۹۱°شمالی ۵۵٫۶۰۳۶°شرقی |        | ۳    |
| آتاناق             | ۳۷°۴۸′۳۴″شمالی ۵۵°۳۳′۳۳″شرقی / ۳۷٫۸۰۹۴°شمالی ۵۵٫۵۵۹۱°شرقی |        | ۴    |
| آتشان              | ۳۶°۴۲′۲۶″شمالی ۵۴°۱۸′۵۲″شرقی / ۳۶٫۷۰۷۲°شمالی ۵۴٫۳۱۴۴°شرقی |        | ۵    |
| احمدکرد            | ۳۷°۰۸′۴۹″شمالی ۵۵°۲۰′۰۷″شرقی / ۳۷٫۱۴۷۰°شمالی ۵۵٫۳۳۵۳°شرقی |        | ۶    |
| آخران              | ۳۶°۴۱′۱۰″شمالی ۵۴°۵۱′۲۸″شرقی / ۳۶٫۶۸۶۰°شمالی ۵۴٫۸۵۷۹°شرقی |        | ۷    |
| آخوندآباد          | ۳۷°۵۱′۰۵″شمالی ۵۵°۳۱′۵۷″شرقی / ۳۷٫۸۵۱۳°شمالی ۵۵٫۵۳۲۶°شرقی |        | ۸    |
| آدرا               | ۳۷°۰۷′۴۶″شمالی ۵۵°۲۵′۳۳″شرقی / ۳۷٫۱۲۹۴°شمالی ۵۵٫۴۲۵۹°شرقی |        | ۹    |
| آدم چاقرن          | ۳۷°۲۲′۳۲″شمالی ۵۵°۵۴′۵۲″شرقی / ۳۷٫۳۷۵۶°شمالی ۵۵٫۹۱۴۴°شرقی |        | ۱۰   |
| آدم چاقرن          | ۳۷°۲۲′۲۲″شمالی ۵۵°۵۵′۰۲″شرقی / ۳۷٫۳۷۲۹°شمالی ۵۵٫۹۱۷۳°شرقی |        | ۱۱   |
| آدنصد              | ۳۷°۲۴′۴۱″شمالی ۵۵°۵۱′۳۱″شرقی / ۳۷٫۴۱۱۳°شمالی ۵۵٫۸۵۸۷°شرقی |        | ۱۲   |
| آرام تخته          | ۳۷°۱۳′۵۳″شمالی ۵۵°۲۹′۴۳″شرقی / ۳۷٫۲۳۱۴°شمالی ۵۵٫۴۹۵۴°شرقی |        | ۱۳   |
| آرام خان           | ۳۶°۴۸′۱۵″شمالی ۵۵°۰۵′۱۰″شرقی / ۳۶٫۸۰۴۲°شمالی ۵۵٫۰۸۶۱°شرقی |        | ۱۴   |
| آرام قومه          | ۳۶°۵۳′۰۱″شمالی ۵۵°۰۶′۵۰″شرقی / ۳۶٫۸۸۳۷°شمالی ۵۵٫۱۱۳۹°شرقی |        | ۱۵   |
| آرام میسب          | ۳۶°۵۷′۳۷″شمالی ۵۵°۱۰′۴۹″شرقی / ۳۶٫۹۶۰۲°شمالی ۵۵٫۱۸۰۴°شرقی |        | ۱۶   |
| ارتسل              | ۳۶°۴۲′۲۳″شمالی ۵۴°۲۳′۰۳″شرقی / ۳۶٫۷۰۶۴°شمالی ۵۴٫۳۸۴۳°شرقی |        | ۱۷   |
| آرچال جا           | ۳۷°۴۶′۵۳″شمالی ۵۶°۰۰′۵۷″شرقی / ۳۷٫۷۸۱۴°شمالی ۵۶٫۰۱۵۹°شرقی |        | ۱۸   |
| اردیج              | ۳۶°۳۲′۵۶″شمالی ۵۴°۲۵′۵۶″شرقی / ۳۶٫۵۴۸۹°شمالی ۵۴٫۴۳۲۳°شرقی |        | ۱۹   |
| ارقج               | ۳۷°۰۱′۵۳″شمالی ۵۵°۲۷′۲۳″شرقی / ۳۷٫۰۳۱۳°شمالی ۵۵٫۴۵۶۳°شرقی |        | ۲۰   |
| ازلام              | ۳۶°۳۴′۵۲″شمالی ۵۴°۳۱′۰۶″شرقی / ۳۶٫۵۸۱۱°شمالی ۵۴٫۵۱۸۴°شرقی |        | ۲۱   |
| آسار               | ۳۸°۰۵′۱۲″شمالی ۵۶°۱۰′۳۰″شرقی / ۳۸٫۰۸۶۶°شمالی ۵۶٫۱۷۵۱°شرقی |        | ۲۲   |
| اسب چر             | ۳۶°۳۸′۰۹″شمالی ۵۴°۴۰′۰۱″شرقی / ۳۶٫۶۳۵۷°شمالی ۵۴٫۶۶۷۰°شرقی |        | ۲۳   |
| اسب دوانی          | ۳۶°۵۹′۲۸″شمالی ۵۵°۳۲′۲۷″شرقی / ۳۶٫۹۹۱۱°شمالی ۵۵٫۵۴۰۷°شرقی |        | ۲۴   |
| اسب نیزه           | ۳۶°۳۵′۴۳″شمالی ۵۴°۱۲′۲۹″شرقی / ۳۶٫۵۹۵۳°شمالی ۵۴٫۲۰۸۱°شرقی |        | ۲۵   |
| اسفندچال           | ۳۶°۵۰′۴۷″شمالی ۵۵°۲۶′۱۲″شرقی / ۳۶٫۸۴۶۴°شمالی ۵۵٫۴۳۶۶°شرقی |        | ۲۶   |
| اسمرگان            | ۳۶°۴۲′۲۶″شمالی ۵۴°۳۳′۳۱″شرقی / ۳۶٫۷۰۷۱°شمالی ۵۴٫۵۵۸۶°شرقی |        | ۲۷   |
| اشک گالی           | ۳۷°۲۹′۳۹″شمالی ۵۵°۴۰′۲۷″شرقی / ۳۷٫۴۹۴۲°شمالی ۵۵٫۶۷۴۱°شرقی |        | ۲۸   |
| آفتاب کولن         | ۳۶°۵۱′۴۸″شمالی ۵۵°۰۸′۲۵″شرقی / ۳۶٫۸۶۳۲°شمالی ۵۵٫۱۴۰۲°شرقی |        | ۲۹   |
| افرالو             | ۳۷°۲۴′۵۵″شمالی ۵۵°۴۸′۰۷″شرقی / ۳۷٫۴۱۵۲°شمالی ۵۵٫۸۰۲۰°شرقی |        | ۳۰   |
| افرالو             | ۳۷°۲۷′۱۲″شمالی ۵۵°۵۱′۴۶″شرقی / ۳۷٫۴۵۳۴°شمالی ۵۵٫۸۶۲۷°شرقی |        | ۳۱   |
| آق چشمه            | ۳۷°۴۴′۰۴″شمالی ۵۶°۰۰′۲۳″شرقی / ۳۷٫۷۳۴۴°شمالی ۵۶٫۰۰۶۵°شرقی |        | ۳۲   |
| آق داغ             | ۳۶°۴۹′۱۰″شمالی ۵۵°۲۴′۱۶″شرقی / ۳۶٫۸۱۹۴°شمالی ۵۵٫۴۰۴۴°شرقی |        | ۳۳   |
| آق داغ             | ۳۶°۴۸′۵۹″شمالی ۵۵°۲۱′۵۹″شرقی / ۳۶٫۸۱۶۳°شمالی ۵۵٫۳۶۶۵°شرقی |        | ۳۴   |
| آق کمر             | ۳۶°۵۵′۵۷″شمالی ۵۵°۰۵′۴۲″شرقی / ۳۶٫۹۳۲۴°شمالی ۵۵٫۰۹۴۹°شرقی |        | ۳۵   |
| آق کمر             | ۳۷°۱۴′۳۴″شمالی ۵۵°۲۷′۵۸″شرقی / ۳۷٫۲۴۲۹°شمالی ۵۵٫۴۶۶۰°شرقی |        | ۳۶   |
| آق ناوه            | ۳۷°۲۶′۳۴″شمالی ۵۵°۵۱′۴۱″شرقی / ۳۷٫۴۴۲۹°شمالی ۵۵٫۸۶۱۴°شرقی |        | ۳۷   |
| آقداش              | ۳۷°۴۴′۳۶″شمالی ۵۶°۰۱′۲۱″شرقی / ۳۷٫۷۴۳۴°شمالی ۵۶٫۰۲۲۵°شرقی |        | ۳۸   |
| آقوکل              | ۳۶°۵۷′۳۹″شمالی ۵۵°۰۴′۱۴″شرقی / ۳۶٫۹۶۰۷°شمالی ۵۵٫۰۷۰۶°شرقی |        | ۳۹   |
| آقوندوکمر          | ۳۶°۵۲′۰۷″شمالی ۵۵°۰۲′۲۴″شرقی / ۳۶٫۸۶۸۵°شمالی ۵۵٫۰۴۰۱°شرقی |        | ۴۰   |
| الارته             | ۳۷°۰۱′۰۸″شمالی ۵۵°۰۵′۱۷″شرقی / ۳۷٫۰۱۹۰°شمالی ۵۵٫۰۸۸۰°شرقی |        | ۴۱   |
| البرز              | ۳۶°۴۰′۵۰″شمالی ۵۴°۱۵′۰۳″شرقی / ۳۶٫۶۸۰۶°شمالی ۵۴٫۲۵۰۸°شرقی |        | ۴۲   |
| البرز              | ۳۶°۴۰′۴۸″شمالی ۵۴°۱۴′۰۷″شرقی / ۳۶٫۶۸۰۱°شمالی ۵۴٫۲۳۵۳°شرقی |        | ۴۳   |
| البرز              | ۳۶°۴۰′۲۲″شمالی ۵۴°۱۱′۱۱″شرقی / ۳۶٫۶۷۲۷°شمالی ۵۴٫۱۸۶۵°شرقی |        | ۴۴   |
| آلغوچ              | ۳۷°۳۷′۰۴″شمالی ۵۵°۱۵′۲۳″شرقی / ۳۷٫۶۱۷۹°شمالی ۵۵٫۲۵۶۳°شرقی |        | ۴۵   |
| الله سر            | ۳۶°۴۶′۱۰″شمالی ۵۴°۳۲′۳۸″شرقی / ۳۶٫۷۶۹۴°شمالی ۵۴٫۵۴۳۹°شرقی |        | ۴۶   |
| امام               | ۳۷°۰۶′۵۰″شمالی ۵۵°۱۲′۳۷″شرقی / ۳۷٫۱۱۳۹°شمالی ۵۵٫۲۱۰۲°شرقی |        | ۴۷   |
| امام بردی          | ۳۶°۴۱′۳۸″شمالی ۵۴°۱۷′۴۹″شرقی / ۳۶٫۶۹۳۸°شمالی ۵۴٫۲۹۶۹°شرقی |        | ۴۸   |
| آنه گوز            | ۳۷°۵۳′۴۵″شمالی ۵۵°۴۶′۴۹″شرقی / ۳۷٫۸۹۵۸°شمالی ۵۵٫۷۸۰۳°شرقی |        | ۴۹   |
| آنه گوز            | ۳۷°۵۲′۳۸″شمالی ۵۵°۴۳′۲۷″شرقی / ۳۷٫۸۷۷۳°شمالی ۵۵٫۷۲۴۲°شرقی |        | ۵۰   |
| اوچتیکج            | ۳۸°۰۵′۳۱″شمالی ۵۵°۵۱′۲۳″شرقی / ۳۸٫۰۹۲۰°شمالی ۵۵٫۸۵۶۴°شرقی |        | ۵۱   |
| اورتابرون          | ۳۶°۵۹′۴۰″شمالی ۵۵°۲۴′۳۷″شرقی / ۳۶٫۹۹۴۴°شمالی ۵۵٫۴۱۰۲°شرقی |        | ۵۲   |
| اورگلی             | ۳۶°۵۷′۴۵″شمالی ۵۵°۰۸′۴۲″شرقی / ۳۶٫۹۶۲۴°شمالی ۵۵٫۱۴۵۰°شرقی |        | ۵۳   |
| اوغول تاغان کوه    | ۳۸°۰۰′۰۱″شمالی ۵۵°۴۷′۲۹″شرقی / ۳۸٫۰۰۰۴°شمالی ۵۵٫۷۹۱۳°شرقی |        | ۵۴   |
| اولنگ              | ۳۶°۴۹′۰۸″شمالی ۵۵°۱۲′۵۱″شرقی / ۳۶٫۸۱۹۰°شمالی ۵۵٫۲۱۴۳°شرقی |        | ۵۵   |
| اولی کمر           | ۳۷°۳۹′۰۷″شمالی ۵۵°۴۹′۲۲″شرقی / ۳۷٫۶۵۱۹°شمالی ۵۵٫۸۲۲۸°شرقی |        | ۵۶   |
| اونقرقه            | ۳۷°۳۸′۳۷″شمالی ۵۵°۴۳′۴۳″شرقی / ۳۷٫۶۴۳۶°شمالی ۵۵٫۷۲۸۵°شرقی |        | ۵۷   |
| آی شیری            | ۳۶°۵۷′۲۲″شمالی ۵۵°۲۲′۰۰″شرقی / ۳۶٫۹۵۶۰°شمالی ۵۵٫۳۶۶۶°شرقی |        | ۵۸   |
| ایرقاشه            | ۳۷°۲۵′۲۹″شمالی ۵۵°۵۴′۲۱″شرقی / ۳۷٫۴۲۴۷°شمالی ۵۵٫۹۰۵۷°شرقی |        | ۵۹   |
| ایکی قات           | ۳۷°۲۲′۳۸″شمالی ۵۶°۰۰′۱۷″شرقی / ۳۷٫۳۷۷۱°شمالی ۵۶٫۰۰۴۷°شرقی |        | ۶۰   |
| اینچه سو           | ۳۶°۵۹′۳۷″شمالی ۵۵°۲۸′۰۹″شرقی / ۳۶٫۹۹۳۵°شمالی ۵۵٫۴۶۹۱°شرقی |        | ۶۱   |
| اینرچوکاران        | ۳۸°۰۶′۲۷″شمالی ۵۵°۴۴′۱۴″شرقی / ۳۸٫۱۰۷۵°شمالی ۵۵٫۷۳۷۲°شرقی |        | ۶۲   |
| آئین در            | ۳۶°۴۲′۴۵″شمالی ۵۴°۴۶′۰۵″شرقی / ۳۶٫۷۱۲۵°شمالی ۵۴٫۷۶۸۱°شرقی |        | ۶۳   |
| باباشملک           | ۳۷°۴۶′۰۵″شمالی ۵۵°۴۹′۵۲″شرقی / ۳۷٫۷۶۸۰°شمالی ۵۵٫۸۳۱۰°شرقی |        | ۶۴   |
| باباشملک           | ۳۷°۴۵′۵۷″شمالی ۵۵°۵۳′۴۲″شرقی / ۳۷٫۷۶۵۷°شمالی ۵۵٫۸۹۵۱°شرقی |        | ۶۵   |
| باریکو             | ۳۶°۳۰′۴۵″شمالی ۵۴°۱۸′۱۴″شرقی / ۳۶٫۵۱۲۴°شمالی ۵۴٫۳۰۴۰°شرقی |        | ۶۶   |
| بازکتی کش          | ۳۶°۴۷′۴۵″شمالی ۵۴°۲۳′۵۵″شرقی / ۳۶٫۷۹۵۸°شمالی ۵۴٫۳۹۸۵°شرقی |        | ۶۷   |
| بازگیر             | ۳۷°۰۴′۱۳″شمالی ۵۵°۱۴′۰۰″شرقی / ۳۷٫۰۷۰۳°شمالی ۵۵٫۲۳۳۲°شرقی |        | ۶۸   |
| بانگاه             | ۳۷°۰۴′۳۷″شمالی ۵۵°۱۴′۱۶″شرقی / ۳۷٫۰۷۶۹°شمالی ۵۵٫۲۳۷۸°شرقی |        | ۶۹   |
| بانگاه             | ۳۷°۰۴′۳۳″شمالی ۵۵°۱۵′۰۴″شرقی / ۳۷٫۰۷۵۷°شمالی ۵۵٫۲۵۱۱°شرقی |        | ۷۰   |
| بایاباش            | ۳۷°۰۰′۰۹″شمالی ۵۵°۳۴′۵۶″شرقی / ۳۷٫۰۰۲۵°شمالی ۵۵٫۵۸۲۳°شرقی |        | ۷۱   |
| برنجل              | ۳۷°۰۸′۵۸″شمالی ۵۵°۲۲′۲۷″شرقی / ۳۷٫۱۴۹۴°شمالی ۵۵٫۳۷۴۳°شرقی |        | ۷۲   |
| برنجیلی            | ۳۶°۵۵′۲۱″شمالی ۵۴°۵۶′۰۱″شرقی / ۳۶٫۹۲۲۴°شمالی ۵۴٫۹۳۳۵°شرقی |        | ۷۳   |
| بزارم              | ۳۶°۴۹′۵۹″شمالی ۵۴°۴۵′۱۲″شرقی / ۳۶٫۸۳۳۰°شمالی ۵۴٫۷۵۳۳°شرقی |        | ۷۴   |
| بزلر               | ۳۶°۵۴′۰۸″شمالی ۵۵°۲۲′۰۹″شرقی / ۳۶٫۹۰۲۱°شمالی ۵۵٫۳۶۹۲°شرقی |        | ۷۵   |
| بزلر               | ۳۶°۵۴′۰۴″شمالی ۵۵°۲۲′۴۴″شرقی / ۳۶٫۹۰۱۲°شمالی ۵۵٫۳۷۸۹°شرقی |        | ۷۶   |
| بش یخدان           | ۳۷°۲۸′۳۳″شمالی ۵۵°۵۰′۳۶″شرقی / ۳۷٫۴۷۵۷°شمالی ۵۵٫۸۴۳۲°شرقی |        | ۷۷   |
| بلن جار            | ۳۷°۰۰′۵۳″شمالی ۵۵°۰۶′۵۸″شرقی / ۳۷٫۰۱۴۶°شمالی ۵۵٫۱۱۶۱°شرقی |        | ۷۸   |
| بلندقلعه           | ۳۷°۰۲′۳۱″شمالی ۵۵°۱۷′۰۷″شرقی / ۳۷٫۰۴۲۰°شمالی ۵۵٫۲۸۵۳°شرقی |        | ۷۹   |
| بنه النگ           | ۳۶°۳۸′۴۷″شمالی ۵۴°۲۰′۲۸″شرقی / ۳۶٫۶۴۶۵°شمالی ۵۴٫۳۴۱۱°شرقی |        | ۸۰   |
| بهارگوک            | ۳۷°۴۶′۴۶″شمالی ۵۵°۴۹′۱۷″شرقی / ۳۷٫۷۷۹۵°شمالی ۵۵٫۸۲۱۴°شرقی |        | ۸۱   |
| بهیلی              | ۳۷°۳۰′۲۷″شمالی ۵۵°۴۶′۴۳″شرقی / ۳۷٫۵۰۷۵°شمالی ۵۵٫۷۷۸۶°شرقی |        | ۸۲   |
| بهیلی              | ۳۷°۲۶′۴۲″شمالی ۵۵°۴۶′۱۸″شرقی / ۳۷٫۴۴۵۰°شمالی ۵۵٫۷۷۱۷°شرقی |        | ۸۳   |
| بهیلی              | ۳۷°۲۸′۲۷″شمالی ۵۵°۴۷′۲۱″شرقی / ۳۷٫۴۷۴۲°شمالی ۵۵٫۷۸۹۱°شرقی |        | ۸۴   |
| بهیلی              | ۳۷°۲۹′۴۲″شمالی ۵۵°۴۶′۱۰″شرقی / ۳۷٫۴۹۵۱°شمالی ۵۵٫۷۶۹۴°شرقی |        | ۸۵   |
| بوغ دیلی           | ۳۷°۳۲′۴۰″شمالی ۵۵°۲۰′۰۵″شرقی / ۳۷٫۵۴۴۵°شمالی ۵۵٫۳۳۴۷°شرقی |        | ۸۶   |
| پاچنار             | ۳۶°۴۰′۲۲″شمالی ۵۴°۴۰′۰۵″شرقی / ۳۶٫۶۷۲۷°شمالی ۵۴٫۶۶۸۱°شرقی |        | ۸۷   |
| پادشاه یولی        | ۳۸°۰۰′۱۸″شمالی ۵۵°۵۸′۲۶″شرقی / ۳۸٫۰۰۵۰°شمالی ۵۵٫۹۷۳۹°شرقی |        | ۸۸   |
| پارپاری            | ۳۷°۳۴′۳۰″شمالی ۵۵°۴۲′۱۸″شرقی / ۳۷٫۵۷۵۰°شمالی ۵۵٫۷۰۵۱°شرقی |        | ۸۹   |
| پاشایان            | ۳۶°۳۲′۵۵″شمالی ۵۴°۳۳′۴۶″شرقی / ۳۶٫۵۴۸۷°شمالی ۵۴٫۵۶۲۸°شرقی |        | ۹۰   |
| پالچوق دره         | ۳۷°۱۱′۴۴″شمالی ۵۵°۲۱′۴۸″شرقی / ۳۷٫۱۹۵۵°شمالی ۵۵٫۳۶۳۴°شرقی |        | ۹۱   |
| پالیزان            | ۳۸°۰۱′۴۵″شمالی ۵۶°۱۲′۴۰″شرقی / ۳۸٫۰۲۹۳°شمالی ۵۶٫۲۱۱۲°شرقی |        | ۹۲   |
| پالیزان            | ۳۸°۰۲′۰۵″شمالی ۵۶°۱۰′۱۸″شرقی / ۳۸٫۰۳۴۸°شمالی ۵۶٫۱۷۱۷°شرقی |        | ۹۳   |
| پامازی             | ۳۷°۰۲′۲۴″شمالی ۵۵°۱۸′۰۰″شرقی / ۳۷٫۰۳۹۹°شمالی ۵۵٫۳۰۰۱°شرقی |        | ۹۴   |
| پرسویمن            | ۳۷°۴۶′۱۶″شمالی ۵۵°۳۹′۴۷″شرقی / ۳۷٫۷۷۱۱°شمالی ۵۵٫۶۶۳۱°شرقی |        | ۹۵   |
| پشت گرده کوه       | ۳۶°۳۲′۲۳″شمالی ۵۴°۲۷′۰۱″شرقی / ۳۶٫۵۳۹۶°شمالی ۵۴٫۴۵۰۴°شرقی |        | ۹۶   |
| پشته کمر           | ۳۶°۴۲′۳۷″شمالی ۵۴°۲۷′۰۲″شرقی / ۳۶٫۷۱۰۴°شمالی ۵۴٫۴۵۰۵°شرقی |        | ۹۷   |
| پشمالوبند          | ۳۶°۴۶′۰۳″شمالی ۵۴°۲۳′۳۲″شرقی / ۳۶٫۷۶۷۶°شمالی ۵۴٫۳۹۲۲°شرقی |        | ۹۸   |
| پشمل دره           | ۳۶°۵۵′۴۰″شمالی ۵۵°۳۲′۱۷″شرقی / ۳۶٫۹۲۷۹°شمالی ۵۵٫۵۳۸۰°شرقی |        | ۹۹   |
| پلنگ آرام          | ۳۶°۴۸′۱۱″شمالی ۵۵°۰۲′۵۹″شرقی / ۳۶٫۸۰۳۱°شمالی ۵۵٫۰۴۹۸°شرقی |        | ۱۰۰  |
| پلنگر              | ۳۶°۴۵′۳۳″شمالی ۵۴°۱۲′۵۹″شرقی / ۳۶٫۷۵۹۲°شمالی ۵۴٫۲۱۶۵°شرقی |        | ۱۰۱  |
| پنج شاخه           | ۳۶°۳۵′۰۴″شمالی ۵۴°۱۹′۱۷″شرقی / ۳۶٫۵۸۴۵°شمالی ۵۴٫۳۲۱۴°شرقی |        | ۱۰۲  |
| پوته سرا           | ۳۶°۵۷′۵۳″شمالی ۵۵°۱۱′۵۷″شرقی / ۳۶٫۹۶۴۸°شمالی ۵۵٫۱۹۹۲°شرقی |        | ۱۰۳  |
| پیرگرده کوه        | ۳۶°۳۷′۲۶″شمالی ۵۴°۳۳′۴۴″شرقی / ۳۶٫۶۲۴۰°شمالی ۵۴٫۵۶۲۲°شرقی |        | ۱۰۴  |
| پیرگرده کوه        | ۳۶°۳۹′۴۶″شمالی ۵۴°۳۴′۲۰″شرقی / ۳۶٫۶۶۲۷°شمالی ۵۴٫۵۷۲۱°شرقی |        | ۱۰۵  |
| پیل خروس           | ۳۷°۳۷′۵۱″شمالی ۵۵°۵۴′۵۴″شرقی / ۳۷٫۶۳۰۸°شمالی ۵۵٫۹۱۵۰°شرقی |        | ۱۰۶  |
| تابرو              | ۳۶°۵۵′۱۸″شمالی ۵۵°۱۶′۳۳″شرقی / ۳۶٫۹۲۱۸°شمالی ۵۵٫۲۷۵۷°شرقی |        | ۱۰۷  |
| تال در             | ۳۶°۳۸′۰۸″شمالی ۵۴°۲۳′۰۸″شرقی / ۳۶٫۶۳۵۵°شمالی ۵۴٫۳۸۵۵°شرقی |        | ۱۰۸  |
| تال در             | ۳۶°۳۷′۴۳″شمالی ۵۴°۲۲′۰۸″شرقی / ۳۶٫۶۲۸۷°شمالی ۵۴٫۳۶۸۸°شرقی |        | ۱۰۹  |
| تال در             | ۳۶°۳۷′۰۹″شمالی ۵۴°۲۰′۴۷″شرقی / ۳۶٫۶۱۹۱°شمالی ۵۴٫۳۴۶۵°شرقی |        | ۱۱۰  |
| تالو               | ۳۶°۳۷′۵۵″شمالی ۵۴°۲۷′۱۸″شرقی / ۳۶٫۶۳۱۹°شمالی ۵۴٫۴۵۵۱°شرقی |        | ۱۱۱  |
| تاورنرآب           | ۳۶°۳۹′۵۴″شمالی ۵۴°۲۹′۳۶″شرقی / ۳۶٫۶۶۵۱°شمالی ۵۴٫۴۹۳۴°شرقی |        | ۱۱۲  |
| تاورنرآب           | ۳۶°۴۰′۳۹″شمالی ۵۴°۳۱′۱۱″شرقی / ۳۶٫۶۷۷۴°شمالی ۵۴٫۵۱۹۷°شرقی |        | ۱۱۳  |
| تپه خشتی           | ۳۶°۵۸′۵۵″شمالی ۵۵°۰۳′۵۵″شرقی / ۳۶٫۹۸۱۹°شمالی ۵۵٫۰۶۵۳°شرقی |        | ۱۱۴  |
| تپه قره            | ۳۷°۰۶′۴۹″شمالی ۵۵°۲۸′۴۴″شرقی / ۳۷٫۱۱۳۵°شمالی ۵۵٫۴۷۸۸°شرقی |        | ۱۱۵  |
| تخت                | ۳۷°۰۹′۵۴″شمالی ۵۵°۲۶′۳۱″شرقی / ۳۷٫۱۶۵۱°شمالی ۵۵٫۴۴۲۰°شرقی |        | ۱۱۶  |
| تخت غلام           | ۳۷°۲۳′۱۶″شمالی ۵۵°۴۷′۲۶″شرقی / ۳۷٫۳۸۷۷°شمالی ۵۵٫۷۹۰۶°شرقی |        | ۱۱۷  |
| تخته کردها         | ۳۷°۲۱′۳۷″شمالی ۵۵°۵۵′۲۱″شرقی / ۳۷٫۳۶۰۴°شمالی ۵۵٫۹۲۲۶°شرقی |        | ۱۱۸  |
| تخته کز            | ۳۷°۱۲′۴۱″شمالی ۵۵°۲۵′۵۸″شرقی / ۳۷٫۲۱۱۳°شمالی ۵۵٫۴۳۲۷°شرقی |        | ۱۱۹  |
| ترشه کلو           | ۳۶°۵۲′۰۴″شمالی ۵۴°۵۰′۲۷″شرقی / ۳۶٫۸۶۷۸°شمالی ۵۴٫۸۴۰۹°شرقی |        | ۱۲۰  |
| ترشه کلو           | ۳۶°۵۲′۳۰″شمالی ۵۴°۵۱′۰۰″شرقی / ۳۶٫۸۷۵۱°شمالی ۵۴٫۸۴۹۹°شرقی |        | ۱۲۱  |
| ترک میدان          | ۳۶°۳۸′۵۲″شمالی ۵۴°۲۱′۴۷″شرقی / ۳۶٫۶۴۷۸°شمالی ۵۴٫۳۶۳۰°شرقی |        | ۱۲۲  |
| ترک میدان          | ۳۶°۳۹′۰۹″شمالی ۵۴°۲۲′۳۰″شرقی / ۳۶٫۶۵۲۵°شمالی ۵۴٫۳۷۵۱°شرقی |        | ۱۲۳  |
| تزه تاشته          | ۳۷°۱۱′۳۴″شمالی ۵۵°۲۷′۱۸″شرقی / ۳۷٫۱۹۲۹°شمالی ۵۵٫۴۵۵۱°شرقی |        | ۱۲۴  |
| تک کیانو           | ۳۶°۴۵′۳۳″شمالی ۵۴°۵۷′۵۹″شرقی / ۳۶٫۷۵۹۳°شمالی ۵۴٫۹۶۶۴°شرقی |        | ۱۲۵  |
| تکل کوه            | ۳۷°۴۲′۲۷″شمالی ۵۶°۰۶′۲۰″شرقی / ۳۷٫۷۰۷۶°شمالی ۵۶٫۱۰۵۶°شرقی |        | ۱۲۶  |
| تکل کوه            | ۳۷°۴۲′۰۵″شمالی ۵۶°۰۸′۰۶″شرقی / ۳۷٫۷۰۱۳°شمالی ۵۶٫۱۳۴۹°شرقی |        | ۱۲۷  |
| تکه چیخان          | ۳۷°۴۱′۳۳″شمالی ۵۵°۵۳′۲۴″شرقی / ۳۷٫۶۹۲۶°شمالی ۵۵٫۸۸۹۹°شرقی |        | ۱۲۸  |
| تلردی              | ۳۷°۳۲′۰۷″شمالی ۵۵°۵۰′۵۸″شرقی / ۳۷٫۵۳۵۲°شمالی ۵۵٫۸۴۹۵°شرقی |        | ۱۲۹  |
| تلگرافلی           | ۳۸°۰۰′۲۶″شمالی ۵۶°۰۶′۱۷″شرقی / ۳۸٫۰۰۷۱°شمالی ۵۶٫۱۰۴۶°شرقی |        | ۱۳۰  |
| تلگرافلی           | ۳۷°۵۹′۴۸″شمالی ۵۶°۰۴′۵۸″شرقی / ۳۷٫۹۹۶۶°شمالی ۵۶٫۰۸۲۸°شرقی |        | ۱۳۱  |
| تله سور            | ۳۷°۲۵′۱۷″شمالی ۵۵°۵۷′۱۰″شرقی / ۳۷٫۴۲۱۳°شمالی ۵۵٫۹۵۲۷°شرقی |        | ۱۳۲  |
| تمشک چال           | ۳۷°۰۳′۳۹″شمالی ۵۵°۲۴′۵۸″شرقی / ۳۷٫۰۶۰۸°شمالی ۵۵٫۴۱۶۱°شرقی |        | ۱۳۳  |
| تمنوس              | ۳۶°۳۷′۲۰″شمالی ۵۴°۳۸′۵۳″شرقی / ۳۶٫۶۲۲۱°شمالی ۵۴٫۶۴۸۰°شرقی |        | ۱۳۴  |
| تهران دفه          | ۳۷°۲۸′۴۳″شمالی ۵۵°۳۹′۵۳″شرقی / ۳۷٫۴۷۸۶°شمالی ۵۵٫۶۶۴۷°شرقی |        | ۱۳۵  |
| توایه              | ۳۶°۵۲′۱۷″شمالی ۵۵°۰۶′۱۳″شرقی / ۳۶٫۸۷۱۵°شمالی ۵۵٫۱۰۳۷°شرقی |        | ۱۳۶  |
| توپرتقر            | ۳۷°۲۷′۴۸″شمالی ۵۵°۵۸′۰۵″شرقی / ۳۷٫۴۶۳۲°شمالی ۵۵٫۹۶۸۱°شرقی |        | ۱۳۷  |
| توسکادره           | ۳۷°۰۲′۵۷″شمالی ۵۵°۱۷′۱۰″شرقی / ۳۷٫۰۴۹۳°شمالی ۵۵٫۲۸۶۰°شرقی |        | ۱۳۸  |
| جاج قلی            | ۳۶°۳۰′۴۲″شمالی ۵۴°۱۶′۰۹″شرقی / ۳۶٫۵۱۱۶°شمالی ۵۴٫۲۶۹۱°شرقی |        | ۱۳۹  |
| جرینگ برینگ        | ۳۶°۳۹′۱۸″شمالی ۵۴°۱۶′۵۸″شرقی / ۳۶٫۶۵۴۹°شمالی ۵۴٫۲۸۲۷°شرقی |        | ۱۴۰  |
| جزآرم              | ۳۶°۴۲′۲۹″شمالی ۵۴°۳۰′۴۶″شرقی / ۳۶٫۷۰۸۰°شمالی ۵۴٫۵۱۲۸°شرقی |        | ۱۴۱  |
| جعفرخانی           | ۳۷°۰۰′۱۶″شمالی ۵۵°۰۶′۱۳″شرقی / ۳۷٫۰۰۴۵°شمالی ۵۵٫۱۰۳۵°شرقی |        | ۱۴۲  |
| جل خان             | ۳۶°۳۲′۱۸″شمالی ۵۴°۱۶′۱۵″شرقی / ۳۶٫۵۳۸۲°شمالی ۵۴٫۲۷۰۸°شرقی |        | ۱۴۳  |
| جلنگ بلنگ          | ۳۶°۳۶′۳۷″شمالی ۵۴°۳۲′۳۶″شرقی / ۳۶٫۶۱۰۴°شمالی ۵۴٫۵۴۳۳°شرقی |        | ۱۴۴  |
| جمازلی             | ۳۷°۲۹′۵۱″شمالی ۵۵°۴۱′۰۲″شرقی / ۳۷٫۴۹۷۴°شمالی ۵۵٫۶۸۳۸°شرقی |        | ۱۴۵  |
| جمازلی             | ۳۷°۳۰′۰۴″شمالی ۵۵°۴۱′۱۸″شرقی / ۳۷٫۵۰۱۲°شمالی ۵۵٫۶۸۸۳°شرقی |        | ۱۴۶  |
| جمک                | ۳۶°۵۴′۰۵″شمالی ۵۵°۰۸′۰۷″شرقی / ۳۶٫۹۰۱۵°شمالی ۵۵٫۱۳۵۴°شرقی |        | ۱۴۷  |
| جنگل ری            | ۳۶°۵۹′۰۳″شمالی ۵۵°۲۲′۵۳″شرقی / ۳۶٫۹۸۴۲°شمالی ۵۵٫۳۸۱۳°شرقی |        | ۱۴۸  |
| جنگل ری            | ۳۶°۵۹′۲۴″شمالی ۵۵°۲۲′۰۲″شرقی / ۳۶٫۹۹۰۰°شمالی ۵۵٫۳۶۷۳°شرقی |        | ۱۴۹  |
| جنگل لیری          | ۳۷°۰۲′۱۳″شمالی ۵۵°۲۱′۳۷″شرقی / ۳۷٫۰۳۷۰°شمالی ۵۵٫۳۶۰۳°شرقی |        | ۱۵۰  |
| جوزک               | ۳۶°۴۳′۵۲″شمالی ۵۴°۱۷′۰۵″شرقی / ۳۶٫۷۳۱۲°شمالی ۵۴٫۲۸۴۶°شرقی |        | ۱۵۱  |
| جولرخج             | ۳۶°۵۳′۳۸″شمالی ۵۵°۲۴′۳۷″شرقی / ۳۶٫۸۹۳۸°شمالی ۵۵٫۴۱۰۳°شرقی |        | ۱۵۲  |
| جومقلی             | ۳۸°۰۱′۲۰″شمالی ۵۶°۱۷′۱۶″شرقی / ۳۸٫۰۲۲۳°شمالی ۵۶٫۲۸۷۷°شرقی |        | ۱۵۳  |
| چبلی               | ۳۷°۴۵′۱۹″شمالی ۵۵°۲۷′۱۰″شرقی / ۳۷٫۷۵۵۴°شمالی ۵۵٫۴۵۲۸°شرقی |        | ۱۵۴  |
| چتیل چومال         | ۳۷°۳۷′۴۹″شمالی ۵۵°۱۵′۳۲″شرقی / ۳۷٫۶۳۰۳°شمالی ۵۵٫۲۵۹۰°شرقی |        | ۱۵۵  |
| چراغ تپه           | ۳۷°۱۳′۲۵″شمالی ۵۵°۲۳′۱۸″شرقی / ۳۷٫۲۲۳۵°شمالی ۵۵٫۳۸۸۲°شرقی |        | ۱۵۶  |
| چشت                | ۳۷°۳۲′۲۰″شمالی ۵۵°۴۷′۲۹″شرقی / ۳۷٫۵۳۸۸°شمالی ۵۵٫۷۹۱۵°شرقی |        | ۱۵۷  |
| چشمه خدر           | ۳۷°۱۲′۴۶″شمالی ۵۵°۳۰′۳۵″شرقی / ۳۷٫۲۱۲۷°شمالی ۵۵٫۵۰۹۷°شرقی |        | ۱۵۸  |
| چکل پیرزن          | ۳۶°۴۲′۰۲″شمالی ۵۴°۲۵′۲۷″شرقی / ۳۶٫۷۰۰۶°شمالی ۵۴٫۴۲۴۳°شرقی |        | ۱۵۹  |
| چکل جوزچاه         | ۳۶°۴۵′۴۸″شمالی ۵۴°۵۱′۱۸″شرقی / ۳۶٫۷۶۳۳°شمالی ۵۴٫۸۵۵۰°شرقی |        | ۱۶۰  |
| چکل خیزانه         | ۳۶°۴۵′۲۷″شمالی ۵۴°۵۰′۱۵″شرقی / ۳۶٫۷۵۷۴°شمالی ۵۴٫۸۳۷۵°شرقی |        | ۱۶۱  |
| چکل دخترپران       | ۳۶°۳۹′۰۰″شمالی ۵۴°۳۴′۲۷″شرقی / ۳۶٫۶۵۰۱°شمالی ۵۴٫۵۷۴۱°شرقی |        | ۱۶۲  |
| چکل زاغه گیر       | ۳۶°۴۴′۴۱″شمالی ۵۴°۵۱′۵۹″شرقی / ۳۶٫۷۴۴۶°شمالی ۵۴٫۸۶۶۴°شرقی |        | ۱۶۳  |
| چکل زاغه گیر       | ۳۶°۴۴′۴۱″شمالی ۵۴°۵۲′۳۶″شرقی / ۳۶٫۷۴۴۶°شمالی ۵۴٫۸۷۶۸°شرقی |        | ۱۶۴  |
| چکل زرده کمر       | ۳۶°۴۷′۲۲″شمالی ۵۴°۴۵′۳۶″شرقی / ۳۶٫۷۸۹۵°شمالی ۵۴٫۷۵۹۹°شرقی |        | ۱۶۵  |
| چکل سرکمر          | ۳۶°۴۸′۰۶″شمالی ۵۴°۵۱′۴۹″شرقی / ۳۶٫۸۰۱۷°شمالی ۵۴٫۸۶۳۶°شرقی |        | ۱۶۶  |
| چلبه               | ۳۶°۳۹′۱۹″شمالی ۵۴°۴۱′۵۹″شرقی / ۳۶٫۶۵۵۴°شمالی ۵۴٫۶۹۹۷°شرقی |        | ۱۶۷  |
| چلستان             | ۳۶°۳۸′۰۲″شمالی ۵۴°۱۶′۲۶″شرقی / ۳۶٫۶۳۳۹°شمالی ۵۴٫۲۷۴۰°شرقی |        | ۱۶۸  |
| چمار               | ۳۷°۱۵′۴۵″شمالی ۵۵°۳۵′۳۳″شرقی / ۳۷٫۲۶۲۶°شمالی ۵۵٫۵۹۲۶°شرقی |        | ۱۶۹  |
| چهارشانگی          | ۳۸°۰۲′۰۹″شمالی ۵۶°۱۴′۱۲″شرقی / ۳۸٫۰۳۵۸°شمالی ۵۶٫۲۳۶۷°شرقی |        | ۱۷۰  |
| چهارقل             | ۳۸°۰۰′۰۱″شمالی ۵۵°۵۱′۰۲″شرقی / ۳۸٫۰۰۰۳°شمالی ۵۵٫۸۵۰۵°شرقی |        | ۱۷۱  |
| چهارقل             | ۳۷°۵۹′۵۲″شمالی ۵۵°۵۱′۰۱″شرقی / ۳۷٫۹۹۷۷°شمالی ۵۵٫۸۵۰۳°شرقی |        | ۱۷۲  |
| چهارکل             | ۳۶°۵۰′۵۵″شمالی ۵۴°۴۳′۳۲″شرقی / ۳۶٫۸۴۸۵°شمالی ۵۴٫۷۲۵۶°شرقی |        | ۱۷۳  |
| چهل پوق            | ۳۶°۴۹′۴۳″شمالی ۵۵°۱۷′۴۶″شرقی / ۳۶٫۸۲۸۵°شمالی ۵۵٫۲۹۶۰°شرقی |        | ۱۷۴  |
| چهل چراغ           | ۳۶°۵۷′۲۶″شمالی ۵۵°۲۳′۲۹″شرقی / ۳۶٫۹۵۷۲°شمالی ۵۵٫۳۹۱۵°شرقی |        | ۱۷۵  |
| چهل چیلی           | ۳۶°۴۲′۰۸″شمالی ۵۴°۴۲′۴۲″شرقی / ۳۶٫۷۰۲۳°شمالی ۵۴٫۷۱۱۷°شرقی |        | ۱۷۶  |
| چهل دختر           | ۳۶°۴۸′۰۰″شمالی ۵۵°۰۰′۱۱″شرقی / ۳۶٫۸۰۰۰°شمالی ۵۵٫۰۰۳۱°شرقی |        | ۱۷۷  |
| چهل دختر           | ۳۶°۴۸′۰۳″شمالی ۵۴°۵۹′۰۵″شرقی / ۳۶٫۸۰۰۸°شمالی ۵۴٫۹۸۴۸°شرقی |        | ۱۷۸  |
| چوپان قلعه         | ۳۶°۵۷′۲۷″شمالی ۵۵°۲۸′۵۳″شرقی / ۳۶٫۹۵۷۶°شمالی ۵۵٫۴۸۱۵°شرقی |        | ۱۷۹  |
| چوکش               | ۳۶°۵۱′۱۶″شمالی ۵۴°۴۴′۱۵″شرقی / ۳۶٫۸۵۴۴°شمالی ۵۴٫۷۳۷۴°شرقی |        | ۱۸۰  |
| چونتل              | ۳۷°۲۷′۴۲″شمالی ۵۵°۴۹′۴۵″شرقی / ۳۷٫۴۶۱۷°شمالی ۵۵٫۸۲۹۱°شرقی |        | ۱۸۱  |
| چینگو              | ۳۶°۴۰′۴۰″شمالی ۵۴°۴۸′۲۸″شرقی / ۳۶٫۶۷۷۷°شمالی ۵۴٫۸۰۷۷°شرقی |        | ۱۸۲  |
| حاجی‌آباد           | ۳۶°۳۹′۰۸″شمالی ۵۴°۱۵′۱۳″شرقی / ۳۶٫۶۵۲۳°شمالی ۵۴٫۲۵۳۷°شرقی |        | ۱۸۳  |
| حاجی داغ           | ۳۷°۵۰′۵۴″شمالی ۵۶°۰۶′۳۸″شرقی / ۳۷٫۸۴۸۲°شمالی ۵۶٫۱۱۰۵°شرقی |        | ۱۸۴  |
| حاجی داغ           | ۳۷°۵۰′۵۵″شمالی ۵۶°۰۷′۴۱″شرقی / ۳۷٫۸۴۸۶°شمالی ۵۶٫۱۲۸۱°شرقی |        | ۱۸۵  |
| حاجی کوه           | ۳۶°۵۲′۱۳″شمالی ۵۵°۱۵′۲۲″شرقی / ۳۶٫۸۷۰۲°شمالی ۵۵٫۲۵۶۱°شرقی |        | ۱۸۶  |
| حسین دیوانه        | ۳۷°۰۳′۴۰″شمالی ۵۵°۱۵′۰۴″شرقی / ۳۷٫۰۶۱۰°شمالی ۵۵٫۲۵۱۲°شرقی |        | ۱۸۷  |
| حسینا              | ۳۷°۰۷′۲۶″شمالی ۵۵°۳۱′۵۱″شرقی / ۳۷٫۱۲۳۸°شمالی ۵۵٫۵۳۰۸°شرقی |        | ۱۸۸  |
| حسینا              | ۳۷°۰۷′۳۹″شمالی ۵۵°۳۱′۴۱″شرقی / ۳۷٫۱۲۷۵°شمالی ۵۵٫۵۲۸۰°شرقی |        | ۱۸۹  |
| حیدر               | ۳۷°۱۰′۱۹″شمالی ۵۵°۲۴′۴۳″شرقی / ۳۷٫۱۷۱۹°شمالی ۵۵٫۴۱۲۰°شرقی |        | ۱۹۰  |
| خالدنبی            | ۳۷°۴۴′۰۷″شمالی ۵۵°۲۱′۵۳″شرقی / ۳۷٫۷۳۵۲°شمالی ۵۵٫۳۶۴۸°شرقی |        | ۱۹۱  |
| خالدنبی            | ۳۷°۴۴′۳۶″شمالی ۵۵°۲۴′۴۸″شرقی / ۳۷٫۷۴۳۳°شمالی ۵۵٫۴۱۳۳°شرقی |        | ۱۹۲  |
| خالدنبی            | ۳۷°۴۶′۴۹″شمالی ۵۵°۳۱′۰۸″شرقی / ۳۷٫۷۸۰۳°شمالی ۵۵٫۵۱۸۸°شرقی |        | ۱۹۳  |
| خرته کش            | ۳۶°۴۹′۴۰″شمالی ۵۵°۰۷′۵۳″شرقی / ۳۶٫۸۲۷۹°شمالی ۵۵٫۱۳۱۵°شرقی |        | ۱۹۴  |
| خرته کش            | ۳۶°۴۹′۴۸″شمالی ۵۵°۰۵′۳۹″شرقی / ۳۶٫۸۲۹۹°شمالی ۵۵٫۰۹۴۳°شرقی |        | ۱۹۵  |
| خرس چاه            | ۳۶°۴۵′۰۶″شمالی ۵۴°۵۴′۳۳″شرقی / ۳۶٫۷۵۱۸°شمالی ۵۴٫۹۰۹۲°شرقی |        | ۱۹۶  |
| خرن چال            | ۳۶°۵۰′۱۸″شمالی ۵۵°۲۴′۱۱″شرقی / ۳۶٫۸۳۸۴°شمالی ۵۵٫۴۰۳۰°شرقی |        | ۱۹۷  |
| خسیل               | ۳۶°۴۹′۱۶″شمالی ۵۴°۵۴′۴۰″شرقی / ۳۶٫۸۲۱۲°شمالی ۵۴٫۹۱۱۱°شرقی |        | ۱۹۸  |
| خشلی               | ۳۸°۰۴′۴۸″شمالی ۵۶°۱۷′۱۲″شرقی / ۳۸٫۰۸۰۰°شمالی ۵۶٫۲۸۶۸°شرقی |        | ۱۹۹  |
| خمیاران            | ۳۶°۵۰′۱۹″شمالی ۵۴°۵۹′۳۵″شرقی / ۳۶٫۸۳۸۵°شمالی ۵۴٫۹۹۳۱°شرقی |        | ۲۰۰  |
| خمیاران            | ۳۶°۵۰′۳۲″شمالی ۵۵°۰۰′۰۵″شرقی / ۳۶٫۸۴۲۱°شمالی ۵۵٫۰۰۱۵°شرقی |        | ۲۰۱  |
| خواجه صالح         | ۳۷°۲۴′۳۳″شمالی ۵۵°۴۲′۱۶″شرقی / ۳۷٫۴۰۹۲°شمالی ۵۵٫۷۰۴۴°شرقی |        | ۲۰۲  |
| خواجه قنبر         | ۳۷°۰۵′۰۹″شمالی ۵۵°۳۶′۵۳″شرقی / ۳۷٫۰۸۵۹°شمالی ۵۵٫۶۱۴۷°شرقی |        | ۲۰۳  |
| خواجه نارنج        | ۳۷°۲۰′۰۲″شمالی ۵۵°۵۴′۳۰″شرقی / ۳۷٫۳۳۳۸°شمالی ۵۵٫۹۰۸۲°شرقی |        | ۲۰۴  |
| خوردی میان کوه     | ۳۶°۴۵′۵۹″شمالی ۵۴°۴۱′۰۰″شرقی / ۳۶٫۷۶۶۴°شمالی ۵۴٫۶۸۳۴°شرقی |        | ۲۰۵  |
| خوش دشتی           | ۳۶°۳۶′۲۳″شمالی ۵۴°۲۳′۵۶″شرقی / ۳۶٫۶۰۶۴°شمالی ۵۴٫۳۹۸۸°شرقی |        | ۲۰۶  |
| خوشی               | ۳۶°۳۱′۳۷″شمالی ۵۴°۱۳′۳۰″شرقی / ۳۶٫۵۲۶۹°شمالی ۵۴٫۲۲۵۱°شرقی |        | ۲۰۷  |
| دارپشم چشمه        | ۳۶°۵۰′۲۱″شمالی ۵۴°۵۴′۱۵″شرقی / ۳۶٫۸۳۹۳°شمالی ۵۴٫۹۰۴۱°شرقی |        | ۲۰۸  |
| داش خانه           | ۳۷°۲۳′۵۸″شمالی ۵۵°۴۸′۵۹″شرقی / ۳۷٫۳۹۹۵°شمالی ۵۵٫۸۱۶۵°شرقی |        | ۲۰۹  |
| داغی یارلان        | ۳۷°۵۶′۳۵″شمالی ۵۵°۵۰′۵۹″شرقی / ۳۷٫۹۴۳۰°شمالی ۵۵٫۸۴۹۸°شرقی |        | ۲۱۰  |
| دچلو               | ۳۶°۳۵′۵۲″شمالی ۵۴°۲۲′۰۶″شرقی / ۳۶٫۵۹۷۹°شمالی ۵۴٫۳۶۸۴°شرقی |        | ۲۱۱  |
| دچلو               | ۳۶°۳۶′۱۲″شمالی ۵۴°۲۳′۰۱″شرقی / ۳۶٫۶۰۳۴°شمالی ۵۴٫۳۸۳۵°شرقی |        | ۲۱۲  |
| دربند              | ۳۷°۴۷′۴۵″شمالی ۵۵°۳۴′۲۲″شرقی / ۳۷٫۷۹۵۸°شمالی ۵۵٫۵۷۲۸°شرقی |        | ۲۱۳  |
| دردی اورلان        | ۳۸°۰۴′۵۲″شمالی ۵۵°۵۳′۰۳″شرقی / ۳۸٫۰۸۱۲°شمالی ۵۵٫۸۸۴۱°شرقی |        | ۲۱۴  |
| دردی خان           | ۳۷°۱۹′۳۵″شمالی ۵۵°۴۷′۴۲″شرقی / ۳۷٫۳۲۶۳°شمالی ۵۵٫۷۹۵۱°شرقی |        | ۲۱۵  |
| ده من              | ۳۶°۵۱′۴۹″شمالی ۵۵°۲۱′۰۴″شرقی / ۳۶٫۸۶۳۶°شمالی ۵۵٫۳۵۱۲°شرقی |        | ۲۱۶  |
| دوک                | ۳۶°۴۰′۴۰″شمالی ۵۳°۵۸′۳۷″شرقی / ۳۶٫۶۷۷۸°شمالی ۵۳٫۹۷۶۹°شرقی |        | ۲۱۷  |
| دیه سر             | ۳۷°۳۹′۴۴″شمالی ۵۵°۵۶′۵۴″شرقی / ۳۷٫۶۶۲۲°شمالی ۵۵٫۹۴۸۴°شرقی |        | ۲۱۸  |
| دیوان چکا          | ۳۷°۳۹′۳۱″شمالی ۵۵°۴۶′۳۳″شرقی / ۳۷٫۶۵۸۵°شمالی ۵۵٫۷۷۵۷°شرقی |        | ۲۱۹  |
| راستامیدان آهار    | ۳۶°۳۶′۱۸″شمالی ۵۴°۴۵′۳۳″شرقی / ۳۶٫۶۰۵۱°شمالی ۵۴٫۷۵۹۱°شرقی |        | ۲۲۰  |
| رکم                | ۳۷°۰۵′۳۹″شمالی ۵۵°۲۴′۵۷″شرقی / ۳۷٫۰۹۴۳°شمالی ۵۵٫۴۱۵۸°شرقی |        | ۲۲۱  |
| روشن کمر           | ۳۷°۰۰′۳۸″شمالی ۵۵°۱۵′۱۹″شرقی / ۳۷٫۰۱۰۵°شمالی ۵۵٫۲۵۵۲°شرقی |        | ۲۲۲  |
| روکوم              | ۳۷°۰۲′۰۵″شمالی ۵۵°۳۲′۰۷″شرقی / ۳۷٫۰۳۴۸°شمالی ۵۵٫۵۳۵۳°شرقی |        | ۲۲۳  |
| زرشک کوه           | ۳۶°۳۶′۳۲″شمالی ۵۴°۲۴′۴۸″شرقی / ۳۶٫۶۰۸۸°شمالی ۵۴٫۴۱۳۲°شرقی |        | ۲۲۴  |
| زولان              | ۳۶°۴۴′۰۱″شمالی ۵۴°۵۶′۵۴″شرقی / ۳۶٫۷۳۳۵°شمالی ۵۴٫۹۴۸۳°شرقی |        | ۲۲۵  |
| زیلان              | ۳۶°۴۲′۴۴″شمالی ۵۴°۴۰′۲۲″شرقی / ۳۶٫۷۱۲۱°شمالی ۵۴٫۶۷۲۸°شرقی |        | ۲۲۶  |
| ساخمیدار           | ۳۷°۱۱′۳۵″شمالی ۵۵°۲۲′۳۸″شرقی / ۳۷٫۱۹۳۰°شمالی ۵۵٫۳۷۷۳°شرقی |        | ۲۲۷  |
| سالاری             | ۳۷°۱۳′۳۸″شمالی ۵۵°۲۹′۱۹″شرقی / ۳۷٫۲۲۷۲°شمالی ۵۵٫۴۸۸۵°شرقی |        | ۲۲۸  |
| سان سوته           | ۳۶°۳۵′۵۱″شمالی ۵۴°۱۹′۲۲″شرقی / ۳۶٫۵۹۷۶°شمالی ۵۴٫۳۲۲۸°شرقی |        | ۲۲۹  |
| سرتخت اولنگ        | ۳۶°۴۰′۵۶″شمالی ۵۴°۴۵′۲۷″شرقی / ۳۶٫۶۸۲۳°شمالی ۵۴٫۷۵۷۴°شرقی |        | ۲۳۰  |
| سرتخت اولنگ        | ۳۶°۴۰′۵۴″شمالی ۵۴°۴۴′۱۵″شرقی / ۳۶٫۶۸۱۷°شمالی ۵۴٫۷۳۷۴°شرقی |        | ۲۳۱  |
| سرچال              | ۳۶°۳۴′۴۵″شمالی ۵۴°۲۹′۴۳″شرقی / ۳۶٫۵۷۹۲°شمالی ۵۴٫۴۹۵۴°شرقی |        | ۲۳۲  |
| سرچال              | ۳۶°۳۴′۵۶″شمالی ۵۴°۳۰′۱۶″شرقی / ۳۶٫۵۸۲۲°شمالی ۵۴٫۵۰۴۵°شرقی |        | ۲۳۳  |
| سرچشمه             | ۳۶°۵۴′۰۵″شمالی ۵۵°۲۴′۲۶″شرقی / ۳۶٫۹۰۱۳°شمالی ۵۵٫۴۰۷۱°شرقی |        | ۲۳۴  |
| سرخ پشته           | ۳۶°۴۷′۱۲″شمالی ۵۴°۳۹′۵۹″شرقی / ۳۶٫۷۸۶۷°شمالی ۵۴٫۶۶۶۳°شرقی |        | ۲۳۵  |
| سرخ کش             | ۳۶°۴۷′۱۳″شمالی ۵۵°۰۳′۰۴″شرقی / ۳۶٫۷۸۷۰°شمالی ۵۵٫۰۵۱۲°شرقی |        | ۲۳۶  |
| سرسو               | ۳۶°۵۳′۵۶″شمالی ۵۵°۱۲′۴۵″شرقی / ۳۶٫۸۹۹۰°شمالی ۵۵٫۲۱۲۴°شرقی |        | ۲۳۷  |
| سرسیدن کمر         | ۳۶°۵۷′۰۶″شمالی ۵۵°۲۶′۳۷″شرقی / ۳۶٫۹۵۱۶°شمالی ۵۵٫۴۴۳۵°شرقی |        | ۲۳۸  |
| سرکچه              | ۳۶°۳۶′۴۱″شمالی ۵۴°۳۰′۱۴″شرقی / ۳۶٫۶۱۱۵°شمالی ۵۴٫۵۰۴۰°شرقی |        | ۲۳۹  |
| سرکش               | ۳۷°۰۱′۳۶″شمالی ۵۵°۱۳′۳۸″شرقی / ۳۷٫۰۲۶۶°شمالی ۵۵٫۲۲۷۲°شرقی |        | ۲۴۰  |
| سرکمر              | ۳۷°۰۲′۴۶″شمالی ۵۵°۲۶′۴۲″شرقی / ۳۷٫۰۴۶۲°شمالی ۵۵٫۴۴۴۹°شرقی |        | ۲۴۱  |
| سرگاه              | ۳۶°۳۸′۲۴″شمالی ۵۴°۵۱′۱۰″شرقی / ۳۶٫۶۴۰۰°شمالی ۵۴٫۸۵۲۹°شرقی |        | ۲۴۲  |
| سرگل               | ۳۶°۵۱′۴۴″شمالی ۵۵°۰۰′۵۶″شرقی / ۳۶٫۸۶۲۱°شمالی ۵۵٫۰۱۵۶°شرقی |        | ۲۴۳  |
| سرلته              | ۳۶°۵۵′۲۹″شمالی ۵۵°۱۳′۱۴″شرقی / ۳۶٫۹۲۴۷°شمالی ۵۵٫۲۲۰۵°شرقی |        | ۲۴۴  |
| سرمرزتاویر         | ۳۶°۴۸′۱۰″شمالی ۵۴°۵۰′۴۶″شرقی / ۳۶٫۸۰۲۹°شمالی ۵۴٫۸۴۶۱°شرقی |        | ۲۴۵  |
| سفالین             | ۳۶°۴۲′۰۱″شمالی ۵۴°۳۵′۳۰″شرقی / ۳۶٫۷۰۰۲°شمالی ۵۴٫۵۹۱۶°شرقی |        | ۲۴۶  |
| سفیدآب             | ۳۶°۴۳′۲۳″شمالی ۵۴°۲۶′۰۶″شرقی / ۳۶٫۷۲۳۱°شمالی ۵۴٫۴۳۴۹°شرقی |        | ۲۴۷  |
| سلیمان             | ۳۷°۰۳′۵۱″شمالی ۵۵°۳۴′۵۶″شرقی / ۳۷٫۰۶۴۲°شمالی ۵۵٫۵۸۲۱°شرقی |        | ۲۴۸  |
| سنگ برنجل          | ۳۶°۵۲′۱۱″شمالی ۵۴°۵۸′۰۹″شرقی / ۳۶٫۸۶۹۶°شمالی ۵۴٫۹۶۹۳°شرقی |        | ۲۴۹  |
| سنگ تراشان         | ۳۶°۳۴′۴۷″شمالی ۵۴°۱۴′۰۹″شرقی / ۳۶٫۵۷۹۶°شمالی ۵۴٫۲۳۵۷°شرقی |        | ۲۵۰  |
| سنگ تراشان         | ۳۶°۳۵′۰۱″شمالی ۵۴°۱۵′۴۱″شرقی / ۳۶٫۵۸۳۶°شمالی ۵۴٫۲۶۱۴°شرقی |        | ۲۵۱  |
| سنگ دوکومه         | ۳۶°۴۷′۲۶″شمالی ۵۴°۴۶′۵۰″شرقی / ۳۶٫۷۹۰۵°شمالی ۵۴٫۷۸۰۵°شرقی |        | ۲۵۲  |
| سنگ رستم           | ۳۷°۱۵′۴۶″شمالی ۵۵°۲۶′۲۷″شرقی / ۳۷٫۲۶۲۷°شمالی ۵۵٫۴۴۰۷°شرقی |        | ۲۵۳  |
| سه تپه             | ۳۶°۵۲′۱۰″شمالی ۵۵°۰۰′۱۴″شرقی / ۳۶٫۸۶۹۴°شمالی ۵۵٫۰۰۴۰°شرقی |        | ۲۵۴  |
| سوته چال           | ۳۶°۳۴′۴۱″شمالی ۵۴°۰۹′۳۲″شرقی / ۳۶٫۵۷۸۰°شمالی ۵۴٫۱۵۸۸°شرقی |        | ۲۵۵  |
| سوچه               | ۳۷°۳۲′۵۹″شمالی ۵۵°۵۳′۳۴″شرقی / ۳۷٫۵۴۹۸°شمالی ۵۵٫۸۹۲۸°شرقی |        | ۲۵۶  |
| سوخته              | ۳۶°۴۲′۲۸″شمالی ۵۴°۴۹′۲۸″شرقی / ۳۶٫۷۰۷۸°شمالی ۵۴٫۸۲۴۵°شرقی |        | ۲۵۷  |
| سوزدار             | ۳۶°۴۵′۰۰″شمالی ۵۴°۱۰′۱۲″شرقی / ۳۶٫۷۵۰۰°شمالی ۵۴٫۱۷۰۰°شرقی |        | ۲۵۸  |
| سوزدار             | ۳۶°۴۴′۵۵″شمالی ۵۴°۰۹′۴۰″شرقی / ۳۶٫۷۴۸۶°شمالی ۵۴٫۱۶۱۱°شرقی |        | ۲۵۹  |
| سوس چال            | ۳۶°۳۸′۰۴″شمالی ۵۴°۳۴′۴۶″شرقی / ۳۶٫۶۳۴۵°شمالی ۵۴٫۵۷۹۵°شرقی |        | ۲۶۰  |
| سوقلی              | ۳۷°۴۶′۲۵″شمالی ۵۵°۴۳′۴۸″شرقی / ۳۷٫۷۷۳۵°شمالی ۵۵٫۷۳۰۰°شرقی |        | ۲۶۱  |
| سونقی داغ          | ۳۸°۰۵′۱۸″شمالی ۵۵°۳۴′۳۰″شرقی / ۳۸٫۰۸۸۳°شمالی ۵۵٫۵۷۵۱°شرقی |        | ۲۶۲  |
| سوورلی             | ۳۷°۴۲′۲۱″شمالی ۵۵°۵۶′۰۹″شرقی / ۳۷٫۷۰۵۹°شمالی ۵۵٫۹۳۵۷°شرقی |        | ۲۶۳  |
| سیاه پشته          | ۳۶°۴۷′۵۱″شمالی ۵۴°۴۱′۴۲″شرقی / ۳۶٫۷۹۷۴°شمالی ۵۴٫۶۹۵۱°شرقی |        | ۲۶۴  |
| سیاه تلو           | ۳۶°۵۹′۰۴″شمالی ۵۵°۰۰′۳۲″شرقی / ۳۶٫۹۸۴۵°شمالی ۵۵٫۰۰۹۰°شرقی |        | ۲۶۵  |
| سیاه خاکی          | ۳۶°۵۴′۳۱″شمالی ۵۵°۰۲′۰۴″شرقی / ۳۶٫۹۰۸۵°شمالی ۵۵٫۰۳۴۵°شرقی |        | ۲۶۶  |
| سیاه در            | ۳۷°۰۷′۲۵″شمالی ۵۵°۲۱′۱۳″شرقی / ۳۷٫۱۲۳۷°شمالی ۵۵٫۳۵۳۶°شرقی |        | ۲۶۷  |
| سیاه کمر           | ۳۶°۳۹′۵۱″شمالی ۵۴°۵۳′۵۷″شرقی / ۳۶٫۶۶۴۱°شمالی ۵۴٫۸۹۹۱°شرقی |        | ۲۶۸  |
| سیاه کوه           | ۳۶°۵۷′۴۹″شمالی ۵۵°۰۲′۴۴″شرقی / ۳۶٫۹۶۳۵°شمالی ۵۵٫۰۴۵۶°شرقی |        | ۲۶۹  |
| سیاه کوه           | ۳۶°۵۵′۰۴″شمالی ۵۴°۵۸′۳۶″شرقی / ۳۶٫۹۱۷۹°شمالی ۵۴٫۹۷۶۷°شرقی |        | ۲۷۰  |
| سیاه کوه           | ۳۶°۵۴′۵۳″شمالی ۵۵°۰۰′۲۵″شرقی / ۳۶٫۹۱۴۶°شمالی ۵۵٫۰۰۷۰°شرقی |        | ۲۷۱  |
| سیاه کوه           | ۳۷°۱۱′۰۱″شمالی ۵۵°۳۵′۳۹″شرقی / ۳۷٫۱۸۳۶°شمالی ۵۵٫۵۹۴۱°شرقی |        | ۲۷۲  |
| سیاه گل            | ۳۶°۵۰′۴۶″شمالی ۵۵°۱۰′۰۰″شرقی / ۳۶٫۸۴۶۱°شمالی ۵۵٫۱۶۶۷°شرقی |        | ۲۷۳  |
| سیاه موزو          | ۳۶°۴۶′۴۴″شمالی ۵۴°۵۸′۴۲″شرقی / ۳۶٫۷۷۸۸°شمالی ۵۴٫۹۷۸۴°شرقی |        | ۲۷۴  |
| سیاهکوه            | ۳۷°۰۰′۵۶″شمالی ۵۵°۱۲′۱۵″شرقی / ۳۷٫۰۱۵۶°شمالی ۵۵٫۲۰۴۱°شرقی |        | ۲۷۵  |
| سید                | ۳۶°۵۸′۳۵″شمالی ۵۵°۰۴′۵۹″شرقی / ۳۶٫۹۷۶۵°شمالی ۵۵٫۰۸۳۰°شرقی |        | ۲۷۶  |
| شامد               | ۳۷°۱۰′۳۱″شمالی ۵۵°۲۶′۰۹″شرقی / ۳۷٫۱۷۵۴°شمالی ۵۵٫۴۳۵۸°شرقی |        | ۲۷۷  |
| شاه پسند           | ۳۶°۳۹′۲۰″شمالی ۵۴°۲۰′۱۹″شرقی / ۳۶٫۶۵۵۵°شمالی ۵۴٫۳۳۸۶°شرقی |        | ۲۷۸  |
| شاه قلا            | ۳۶°۵۸′۳۱″شمالی ۵۵°۱۳′۲۷″شرقی / ۳۶٫۹۷۵۲°شمالی ۵۵٫۲۲۴۳°شرقی |        | ۲۷۹  |
| شاه کلان           | ۳۶°۳۷′۴۹″شمالی ۵۴°۳۶′۵۷″شرقی / ۳۶٫۶۳۰۲°شمالی ۵۴٫۶۱۵۹°شرقی |        | ۲۸۰  |
| شاه کلان           | ۳۶°۳۸′۱۶″شمالی ۵۴°۳۷′۵۷″شرقی / ۳۶٫۶۳۷۸°شمالی ۵۴٫۶۳۲۴°شرقی |        | ۲۸۱  |
| شاه‌نشین            | ۳۷°۱۵′۲۵″شمالی ۵۵°۲۷′۲۳″شرقی / ۳۷٫۲۵۶۹°شمالی ۵۵٫۴۵۶۴°شرقی |        | ۲۸۲  |
| شرا                | ۳۷°۴۰′۳۳″شمالی ۵۵°۵۴′۵۳″شرقی / ۳۷٫۶۷۵۸°شمالی ۵۵٫۹۱۴۸°شرقی |        | ۲۸۳  |
| شش قایه            | ۳۷°۴۷′۱۵″شمالی ۵۵°۳۸′۰۱″شرقی / ۳۷٫۷۸۷۶°شمالی ۵۵٫۶۳۳۶°شرقی |        | ۲۸۴  |
| شغال یاران         | ۳۶°۵۳′۳۱″شمالی ۵۴°۵۷′۵۳″شرقی / ۳۶٫۸۹۲۰°شمالی ۵۴٫۹۶۴۶°شرقی |        | ۲۸۵  |
| شلمی               | ۳۷°۴۷′۰۵″شمالی ۵۶°۰۶′۱۶″شرقی / ۳۷٫۷۸۴۸°شمالی ۵۶٫۱۰۴۴°شرقی |        | ۲۸۶  |
| شلمی               | ۳۷°۴۷′۰۲″شمالی ۵۶°۰۲′۰۷″شرقی / ۳۷٫۷۸۳۸°شمالی ۵۶٫۰۳۵۴°شرقی |        | ۲۸۷  |
| شلمی               | ۳۷°۴۷′۳۲″شمالی ۵۶°۰۹′۲۱″شرقی / ۳۷٫۷۹۲۲°شمالی ۵۶٫۱۵۵۷°شرقی |        | ۲۸۸  |
| شله گه             | ۳۶°۳۴′۲۱″شمالی ۵۴°۳۲′۵۸″شرقی / ۳۶٫۵۷۲۵°شمالی ۵۴٫۵۴۹۵°شرقی |        | ۲۸۹  |
| شنگو               | ۳۶°۵۴′۵۶″شمالی ۵۵°۱۷′۴۴″شرقی / ۳۶٫۹۱۵۵°شمالی ۵۵٫۲۹۵۵°شرقی |        | ۲۹۰  |
| شهرستان            | ۳۷°۰۲′۱۸″شمالی ۵۵°۱۸′۵۳″شرقی / ۳۷٫۰۳۸۳°شمالی ۵۵٫۳۱۴۶°شرقی |        | ۲۹۱  |
| شیرکش              | ۳۶°۳۲′۴۳″شمالی ۵۴°۲۳′۰۵″شرقی / ۳۶٫۵۴۵۳°شمالی ۵۴٫۳۸۴۸°شرقی |        | ۲۹۲  |
| شینی               | ۳۷°۱۰′۴۷″شمالی ۵۵°۲۹′۳۲″شرقی / ۳۷٫۱۷۹۷°شمالی ۵۵٫۴۹۲۲°شرقی |        | ۲۹۳  |
| صفاقلی             | ۳۶°۳۷′۵۹″شمالی ۵۴°۴۴′۱۷″شرقی / ۳۶٫۶۳۳۰°شمالی ۵۴٫۷۳۸۰°شرقی |        | ۲۹۴  |
| صفرعلی کرد         | ۳۷°۰۸′۲۹″شمالی ۵۵°۲۹′۲۶″شرقی / ۳۷٫۱۴۱۴°شمالی ۵۵٫۴۹۰۵°شرقی |        | ۲۹۵  |
| صندلی              | ۳۸°۰۵′۰۵″شمالی ۵۶°۰۸′۳۳″شرقی / ۳۸٫۰۸۴۶°شمالی ۵۶٫۱۴۲۴°شرقی |        | ۲۹۶  |
| صندلی              | ۳۸°۰۴′۳۶″شمالی ۵۶°۰۶′۳۲″شرقی / ۳۸٫۰۷۶۷°شمالی ۵۶٫۱۰۸۸°شرقی |        | ۲۹۷  |
| صندوق پشت          | ۳۶°۴۱′۳۶″شمالی ۵۴°۱۹′۰۷″شرقی / ۳۶٫۶۹۳۴°شمالی ۵۴٫۳۱۸۷°شرقی |        | ۲۹۸  |
| طاغان              | ۳۷°۳۱′۲۶″شمالی ۵۵°۴۱′۳۶″شرقی / ۳۷٫۵۲۳۹°شمالی ۵۵٫۶۹۳۴°شرقی |        | ۲۹۹  |
| عرب                | ۳۷°۳۵′۳۲″شمالی ۵۵°۴۵′۲۸″شرقی / ۳۷٫۵۹۲۳°شمالی ۵۵٫۷۵۷۸°شرقی |        | ۳۰۰  |
| عرب                | ۳۷°۳۳′۳۱″شمالی ۵۵°۴۰′۳۰″شرقی / ۳۷٫۵۵۸۷°شمالی ۵۵٫۶۷۵۱°شرقی |        | ۳۰۱  |
| عشقه               | ۳۶°۴۲′۱۶″شمالی ۵۴°۲۰′۲۵″شرقی / ۳۶٫۷۰۴۵°شمالی ۵۴٫۳۴۰۴°شرقی |        | ۳۰۲  |
| عشقی کوه           | ۳۶°۴۵′۲۹″شمالی ۵۴°۵۴′۱۳″شرقی / ۳۶٫۷۵۸۰°شمالی ۵۴٫۹۰۳۷°شرقی |        | ۳۰۳  |
| علی زمان           | ۳۷°۰۵′۵۱″شمالی ۵۵°۱۶′۱۷″شرقی / ۳۷٫۰۹۷۶°شمالی ۵۵٫۲۷۱۳°شرقی |        | ۳۰۴  |
| علی زمان           | ۳۷°۰۸′۳۵″شمالی ۵۵°۱۷′۱۲″شرقی / ۳۷٫۱۴۳۰°شمالی ۵۵٫۲۸۶۷°شرقی |        | ۳۰۵  |
| علی قارا           | ۳۶°۵۵′۵۳″شمالی ۵۵°۱۹′۰۳″شرقی / ۳۶٫۹۳۱۵°شمالی ۵۵٫۳۱۷۶°شرقی |        | ۳۰۶  |
| علی کمر            | ۳۶°۵۸′۲۹″شمالی ۵۵°۲۴′۵۵″شرقی / ۳۶٫۹۷۴۷°شمالی ۵۵٫۴۱۵۲°شرقی |        | ۳۰۷  |
| علی کوه            | ۳۶°۵۶′۲۶″شمالی ۵۵°۰۰′۵۹″شرقی / ۳۶٫۹۴۰۶°شمالی ۵۵٫۰۱۶۵°شرقی |        | ۳۰۸  |
| علی گاه            | ۳۶°۴۰′۵۵″شمالی ۵۴°۲۵′۰۴″شرقی / ۳۶٫۶۸۲۰°شمالی ۵۴٫۴۱۷۷°شرقی |        | ۳۰۹  |
| عوض گدار           | ۳۶°۴۰′۴۶″شمالی ۵۴°۴۲′۴۴″شرقی / ۳۶٫۶۷۹۴°شمالی ۵۴٫۷۱۲۳°شرقی |        | ۳۱۰  |
| غوزیه              | ۳۷°۲۸′۰۰″شمالی ۵۵°۳۹′۳۰″شرقی / ۳۷٫۴۶۶۸°شمالی ۵۵٫۶۵۸۳°شرقی |        | ۳۱۱  |
| قاراتپه            | ۳۷°۵۸′۵۶″شمالی ۵۶°۰۲′۰۹″شرقی / ۳۷٫۹۸۲۳°شمالی ۵۶٫۰۳۵۸°شرقی |        | ۳۱۲  |
| قارامیخلی          | ۳۷°۵۹′۲۷″شمالی ۵۵°۵۶′۰۴″شرقی / ۳۷٫۹۹۰۹°شمالی ۵۵٫۹۳۴۵°شرقی |        | ۳۱۳  |
| قارشقی             | ۳۷°۳۴′۵۷″شمالی ۵۵°۵۸′۴۹″شرقی / ۳۷٫۵۸۲۵°شمالی ۵۵٫۹۸۰۳°شرقی |        | ۳۱۴  |
| قارشقی             | ۳۷°۳۵′۲۲″شمالی ۵۶°۰۰′۰۸″شرقی / ۳۷٫۵۸۹۴°شمالی ۵۶٫۰۰۲۲°شرقی |        | ۳۱۵  |
| قاسم خان           | ۳۶°۴۷′۲۵″شمالی ۵۵°۱۱′۲۲″شرقی / ۳۶٫۷۹۰۲°شمالی ۵۵٫۱۸۹۴°شرقی |        | ۳۱۶  |
| قاسم مرگ           | ۳۶°۴۴′۱۲″شمالی ۵۴°۳۶′۱۶″شرقی / ۳۶٫۷۳۶۷°شمالی ۵۴٫۶۰۴۵°شرقی |        | ۳۱۷  |
| قرآقاحسین          | ۳۶°۳۲′۳۲″شمالی ۵۴°۳۱′۳۹″شرقی / ۳۶٫۵۴۲۲°شمالی ۵۴٫۵۲۷۴°شرقی |        | ۳۱۸  |
| قراول              | ۳۷°۳۵′۴۴″شمالی ۵۶°۰۲′۵۷″شرقی / ۳۷٫۵۹۵۵°شمالی ۵۶٫۰۴۹۲°شرقی |        | ۳۱۹  |
| قرجه داغ           | ۳۷°۴۶′۲۰″شمالی ۵۵°۵۷′۲۳″شرقی / ۳۷٫۷۷۲۲°شمالی ۵۵٫۹۵۶۵°شرقی |        | ۳۲۰  |
| قرجه کوه           | ۳۸°۰۱′۰۹″شمالی ۵۵°۵۲′۳۴″شرقی / ۳۸٫۰۱۹۱°شمالی ۵۵٫۸۷۶۰°شرقی |        | ۳۲۱  |
| قرجه کوه           | ۳۸°۰۱′۱۳″شمالی ۵۵°۵۱′۴۶″شرقی / ۳۸٫۰۲۰۲°شمالی ۵۵٫۸۶۲۷°شرقی |        | ۳۲۲  |
| قرق                | ۳۶°۴۹′۱۹″شمالی ۵۵°۰۹′۵۵″شرقی / ۳۶٫۸۲۱۹°شمالی ۵۵٫۱۶۵۴°شرقی |        | ۳۲۳  |
| قرگز               | ۳۷°۲۲′۱۷″شمالی ۵۵°۴۵′۴۴″شرقی / ۳۷٫۳۷۱۳°شمالی ۵۵٫۷۶۲۳°شرقی |        | ۳۲۴  |
| قرگز               | ۳۷°۲۲′۴۹″شمالی ۵۵°۴۶′۴۸″شرقی / ۳۷٫۳۸۰۳°شمالی ۵۵٫۷۷۹۹°شرقی |        | ۳۲۵  |
| قره تخته           | ۳۶°۵۶′۱۲″شمالی ۵۵°۳۰′۴۶″شرقی / ۳۶٫۹۳۶۸°شمالی ۵۵٫۵۱۲۷°شرقی |        | ۳۲۶  |
| قره چال            | ۳۶°۵۵′۰۴″شمالی ۵۵°۲۳′۴۸″شرقی / ۳۶٫۹۱۷۷°شمالی ۵۵٫۳۹۶۸°شرقی |        | ۳۲۷  |
| قره داغ            | ۳۷°۱۳′۳۵″شمالی ۵۵°۳۰′۴۴″شرقی / ۳۷٫۲۲۶۳°شمالی ۵۵٫۵۱۲۲°شرقی |        | ۳۲۸  |
| قره سو             | ۳۶°۵۹′۰۸″شمالی ۵۵°۲۶′۵۲″شرقی / ۳۶٫۹۸۵۶°شمالی ۵۵٫۴۴۷۸°شرقی |        | ۳۲۹  |
| قره قاج            | ۳۷°۳۸′۵۱″شمالی ۵۵°۴۴′۳۸″شرقی / ۳۷٫۶۴۷۵°شمالی ۵۵٫۷۴۳۹°شرقی |        | ۳۳۰  |
| قره قاج            | ۳۷°۳۹′۱۰″شمالی ۵۵°۴۵′۳۱″شرقی / ۳۷٫۶۵۲۸°شمالی ۵۵٫۷۵۸۷°شرقی |        | ۳۳۱  |
| قره قاواق          | ۳۸°۰۲′۲۷″شمالی ۵۵°۵۴′۲۴″شرقی / ۳۸٫۰۴۰۷°شمالی ۵۵٫۹۰۶۸°شرقی |        | ۳۳۲  |
| قزقلعه             | ۳۶°۵۷′۱۰″شمالی ۵۵°۳۰′۳۰″شرقی / ۳۶٫۹۵۲۸°شمالی ۵۵٫۵۰۸۴°شرقی |        | ۳۳۳  |
| قشنگ جنگل          | ۳۶°۴۹′۵۷″شمالی ۵۴°۴۸′۴۴″شرقی / ۳۶٫۸۳۲۴°شمالی ۵۴٫۸۱۲۲°شرقی |        | ۳۳۴  |
| قفس                | ۳۷°۴۵′۲۳″شمالی ۵۵°۲۹′۱۹″شرقی / ۳۷٫۷۵۶۴°شمالی ۵۵٫۴۸۸۷°شرقی |        | ۳۳۵  |
| قل بلاغ            | ۳۶°۳۹′۵۴″شمالی ۵۴°۲۲′۵۸″شرقی / ۳۶٫۶۶۵۱°شمالی ۵۴٫۳۸۲۷°شرقی |        | ۳۳۶  |
| قل قلی             | ۳۷°۳۰′۵۵″شمالی ۵۵°۱۶′۲۲″شرقی / ۳۷٫۵۱۵۴°شمالی ۵۵٫۲۷۲۹°شرقی |        | ۳۳۷  |
| قلعه               | ۳۷°۱۴′۰۶″شمالی ۵۵°۲۷′۳۹″شرقی / ۳۷٫۲۳۵۱°شمالی ۵۵٫۴۶۰۹°شرقی |        | ۳۳۸  |
| قلعه دوک           | ۳۶°۴۸′۱۹″شمالی ۵۴°۵۳′۲۵″شرقی / ۳۶٫۸۰۵۴°شمالی ۵۴٫۸۹۰۴°شرقی |        | ۳۳۹  |
| قلعه موران         | ۳۶°۵۳′۲۴″شمالی ۵۵°۰۳′۲۱″شرقی / ۳۶٫۸۹۰۱°شمالی ۵۵٫۰۵۵۸°شرقی |        | ۳۴۰  |
| قلقلی              | ۳۶°۳۸′۴۳″شمالی ۵۴°۰۹′۳۵″شرقی / ۳۶٫۶۴۵۳°شمالی ۵۴٫۱۵۹۶°شرقی |        | ۳۴۱  |
| قله زرجو           | ۳۶°۴۴′۵۹″شمالی ۵۴°۵۳′۲۱″شرقی / ۳۶٫۷۴۹۸°شمالی ۵۴٫۸۸۹۱°شرقی |        | ۳۴۲  |
| قنبران             | ۳۶°۳۷′۱۱″شمالی ۵۴°۱۳′۴۶″شرقی / ۳۶٫۶۱۹۶°شمالی ۵۴٫۲۲۹۵°شرقی |        | ۳۴۳  |
| قنبرتپه            | ۳۶°۵۳′۳۳″شمالی ۵۵°۲۰′۴۱″شرقی / ۳۶٫۸۹۲۶°شمالی ۵۵٫۳۴۴۶°شرقی |        | ۳۴۴  |
| قورداغ             | ۳۷°۴۷′۰۵″شمالی ۵۵°۵۹′۰۳″شرقی / ۳۷٫۷۸۴۸°شمالی ۵۵٫۹۸۴۳°شرقی |        | ۳۴۵  |
| قورداغ             | ۳۷°۴۷′۵۴″شمالی ۵۶°۰۰′۱۳″شرقی / ۳۷٫۷۹۸۳°شمالی ۵۶٫۰۰۳۵°شرقی |        | ۳۴۶  |
| قوش تپه            | ۳۶°۵۷′۳۳″شمالی ۵۵°۱۶′۳۵″شرقی / ۳۶٫۹۵۹۱°شمالی ۵۵٫۲۷۶۳°شرقی |        | ۳۴۷  |
| قول سنگ            | ۳۶°۴۶′۱۲″شمالی ۵۴°۳۶′۱۲″شرقی / ۳۶٫۷۶۹۹°شمالی ۵۴٫۶۰۳۳°شرقی |        | ۳۴۸  |
| قوینالی            | ۳۷°۲۹′۱۱″شمالی ۵۶°۰۱′۴۴″شرقی / ۳۷٫۴۸۶۳°شمالی ۵۶٫۰۲۸۹°شرقی |        | ۳۴۹  |
| قیایقی             | ۳۶°۴۵′۳۲″شمالی ۵۴°۳۳′۳۵″شرقی / ۳۶٫۷۵۹۰°شمالی ۵۴٫۵۵۹۶°شرقی |        | ۳۵۰  |
| قیرناخ اولن        | ۳۷°۴۲′۱۹″شمالی ۵۵°۵۴′۲۱″شرقی / ۳۷٫۷۰۵۴°شمالی ۵۵٫۹۰۵۸°شرقی |        | ۳۵۱  |
| کپری               | ۳۷°۰۶′۴۲″شمالی ۵۵°۲۲′۴۷″شرقی / ۳۷٫۱۱۱۸°شمالی ۵۵٫۳۷۹۶°شرقی |        | ۳۵۲  |
| کپری               | ۳۷°۰۷′۰۶″شمالی ۵۵°۲۲′۰۵″شرقی / ۳۷٫۱۱۸۳°شمالی ۵۵٫۳۶۸۱°شرقی |        | ۳۵۳  |
| کرگی دو            | ۳۸°۰۰′۲۳″شمالی ۵۶°۱۵′۲۳″شرقی / ۳۸٫۰۰۶۵°شمالی ۵۶٫۲۵۶۳°شرقی |        | ۳۵۴  |
| کسه                | ۳۷°۳۴′۰۴″شمالی ۵۵°۵۶′۱۱″شرقی / ۳۷٫۵۶۷۷°شمالی ۵۵٫۹۳۶۳°شرقی |        | ۳۵۵  |
| کشنک               | ۳۷°۲۴′۲۴″شمالی ۵۵°۳۹′۲۱″شرقی / ۳۷٫۴۰۶۷°شمالی ۵۵٫۶۵۵۸°شرقی |        | ۳۵۶  |
| کفنه چی            | ۳۶°۳۹′۵۷″شمالی ۵۴°۴۸′۵۷″شرقی / ۳۶٫۶۶۵۸°شمالی ۵۴٫۸۱۵۷°شرقی |        | ۳۵۷  |
| کل قوش قایه        | ۳۷°۲۱′۰۰″شمالی ۵۵°۵۰′۱۰″شرقی / ۳۷٫۳۴۹۹°شمالی ۵۵٫۸۳۶۱°شرقی |        | ۳۵۸  |
| کلات               | ۳۶°۵۹′۳۹″شمالی ۵۵°۲۰′۵۶″شرقی / ۳۶٫۹۹۴۱°شمالی ۵۵٫۳۴۹۰°شرقی |        | ۳۵۹  |
| کلات               | ۳۷°۰۰′۳۸″شمالی ۵۵°۱۸′۰۷″شرقی / ۳۷٫۰۱۰۶°شمالی ۵۵٫۳۰۱۹°شرقی |        | ۳۶۰  |
| کلاری              | ۳۶°۳۹′۱۱″شمالی ۵۴°۴۶′۰۷″شرقی / ۳۶٫۶۵۳۱°شمالی ۵۴٫۷۶۸۶°شرقی |        | ۳۶۱  |
| کلقوش قایه         | ۳۷°۲۰′۰۵″شمالی ۵۵°۴۸′۲۴″شرقی / ۳۷٫۳۳۴۸°شمالی ۵۵٫۸۰۶۷°شرقی |        | ۳۶۲  |
| کلگی               | ۳۶°۴۶′۰۶″شمالی ۵۴°۴۳′۰۵″شرقی / ۳۶٫۷۶۸۲°شمالی ۵۴٫۷۱۸۱°شرقی |        | ۳۶۳  |
| کله                | ۳۷°۱۱′۴۵″شمالی ۵۵°۲۸′۲۷″شرقی / ۳۷٫۱۹۵۹°شمالی ۵۵٫۴۷۴۱°شرقی |        | ۳۶۴  |
| کله قندی           | ۳۶°۵۶′۵۱″شمالی ۵۵°۲۲′۴۲″شرقی / ۳۶٫۹۴۷۶°شمالی ۵۵٫۳۷۸۴°شرقی |        | ۳۶۵  |
| کله ورس            | ۳۶°۵۵′۵۰″شمالی ۵۵°۱۷′۵۱″شرقی / ۳۶٫۹۳۰۶°شمالی ۵۵٫۲۹۷۴°شرقی |        | ۳۶۶  |
| کمراکبرسبحان       | ۳۷°۱۸′۰۳″شمالی ۵۵°۴۵′۴۰″شرقی / ۳۷٫۳۰۰۷°شمالی ۵۵٫۷۶۱۰°شرقی |        | ۳۶۷  |
| کمرتیل آباد        | ۳۶°۵۵′۲۶″شمالی ۵۵°۳۱′۲۳″شرقی / ۳۶٫۹۲۴۰°شمالی ۵۵٫۵۲۳۰°شرقی |        | ۳۶۸  |
| کمردرینگ درینگ     | ۳۶°۵۸′۰۵″شمالی ۵۵°۰۷′۳۸″شرقی / ۳۶٫۹۶۸۰°شمالی ۵۵٫۱۲۷۳°شرقی |        | ۳۶۹  |
| کمرقشقه            | ۳۷°۰۸′۱۶″شمالی ۵۵°۲۳′۵۸″شرقی / ۳۷٫۱۳۷۷°شمالی ۵۵٫۳۹۹۴°شرقی |        | ۳۷۰  |
| کمرکسنه قاسناق     | ۳۷°۵۵′۱۸″شمالی ۵۵°۵۰′۴۸″شرقی / ۳۷٫۹۲۱۷°شمالی ۵۵٫۸۴۶۸°شرقی |        | ۳۷۱  |
| کندز               | ۳۷°۰۷′۳۲″شمالی ۵۵°۲۳′۳۸″شرقی / ۳۷٫۱۲۵۶°شمالی ۵۵٫۳۹۳۸°شرقی |        | ۳۷۲  |
| کندز               | ۳۷°۰۷′۰۴″شمالی ۵۵°۲۲′۵۷″شرقی / ۳۷٫۱۱۷۷°شمالی ۵۵٫۳۸۲۵°شرقی |        | ۳۷۳  |
| کندوس              | ۳۷°۱۵′۱۳″شمالی ۵۵°۳۷′۰۳″شرقی / ۳۷٫۲۵۳۵°شمالی ۵۵٫۶۱۷۶°شرقی |        | ۳۷۴  |
| که کفتره           | ۳۶°۳۷′۰۸″شمالی ۵۴°۱۳′۰۱″شرقی / ۳۶٫۶۱۸۸°شمالی ۵۴٫۲۱۷۰°شرقی |        | ۳۷۵  |
| کهکشان             | ۳۶°۳۱′۰۶″شمالی ۵۴°۳۰′۵۲″شرقی / ۳۶٫۵۱۸۴°شمالی ۵۴٫۵۱۴۴°شرقی |        | ۳۷۶  |
| کولان              | ۳۶°۵۳′۲۹″شمالی ۵۵°۱۵′۴۱″شرقی / ۳۶٫۸۹۱۴°شمالی ۵۵٫۲۶۱۳°شرقی |        | ۳۷۷  |
| کوله بورن          | ۳۷°۴۱′۱۰″شمالی ۵۶°۰۳′۲۷″شرقی / ۳۷٫۶۸۶۱°شمالی ۵۶٫۰۵۷۶°شرقی |        | ۳۷۸  |
| کوله چشمه          | ۳۸°۰۶′۴۱″شمالی ۵۵°۴۹′۴۳″شرقی / ۳۸٫۱۱۱۵°شمالی ۵۵٫۸۲۸۷°شرقی |        | ۳۷۹  |
| کولی یایله         | ۳۷°۲۱′۲۲″شمالی ۵۵°۵۵′۵۰″شرقی / ۳۷٫۳۵۶۲°شمالی ۵۵٫۹۳۰۶°شرقی |        | ۳۸۰  |
| کومه               | ۳۷°۰۳′۲۲″شمالی ۵۵°۲۸′۳۶″شرقی / ۳۷٫۰۵۶۱°شمالی ۵۵٫۴۷۶۸°شرقی |        | ۳۸۱  |
| کون چکر            | ۳۶°۵۱′۴۹″شمالی ۵۴°۵۸′۳۱″شرقی / ۳۶٫۸۶۳۷°شمالی ۵۴٫۹۷۵۴°شرقی |        | ۳۸۲  |
| کیک گالان          | ۳۷°۳۴′۳۹″شمالی ۵۵°۴۳′۲۸″شرقی / ۳۷٫۵۷۷۴°شمالی ۵۵٫۷۲۴۴°شرقی |        | ۳۸۳  |
| گالدین دره         | ۳۶°۳۲′۰۸″شمالی ۵۴°۰۹′۴۴″شرقی / ۳۶٫۵۳۵۶°شمالی ۵۴٫۱۶۲۳°شرقی |        | ۳۸۴  |
| گالش بزدان         | ۳۶°۴۲′۲۶″شمالی ۵۴°۱۲′۵۲″شرقی / ۳۶٫۷۰۷۲°شمالی ۵۴٫۲۱۴۵°شرقی |        | ۳۸۵  |
| گاوکوه             | ۳۶°۳۶′۱۲″شمالی ۵۴°۱۶′۰۲″شرقی / ۳۶٫۶۰۳۴°شمالی ۵۴٫۲۶۷۱°شرقی |        | ۳۸۶  |
| گجه                | ۳۶°۴۳′۳۴″شمالی ۵۴°۳۸′۲۵″شرقی / ۳۶٫۷۲۶۱°شمالی ۵۴٫۶۴۰۳°شرقی |        | ۳۸۷  |
| گجه                | ۳۶°۴۳′۲۸″شمالی ۵۴°۳۶′۴۱″شرقی / ۳۶٫۷۲۴۵°شمالی ۵۴٫۶۱۱۵°شرقی |        | ۳۸۸  |
| گرآو               | ۳۷°۱۵′۲۱″شمالی ۵۵°۴۰′۴۲″شرقی / ۳۷٫۲۵۵۷°شمالی ۵۵٫۶۷۸۴°شرقی |        | ۳۸۹  |
| گردکوه             | ۳۶°۳۹′۵۷″شمالی ۵۴°۲۴′۵۵″شرقی / ۳۶٫۶۶۵۸°شمالی ۵۴٫۴۱۵۴°شرقی |        | ۳۹۰  |
| گرده کوه           | ۳۶°۳۲′۲۹″شمالی ۵۴°۲۹′۳۹″شرقی / ۳۶٫۵۴۱۵°شمالی ۵۴٫۴۹۴۳°شرقی |        | ۳۹۱  |
| گرده کوه           | ۳۶°۳۲′۲۸″شمالی ۵۴°۳۰′۰۵″شرقی / ۳۶٫۵۴۱۲°شمالی ۵۴٫۵۰۱۵°شرقی |        | ۳۹۲  |
| گفاره کوه          | ۳۶°۵۸′۵۴″شمالی ۵۵°۱۳′۳۸″شرقی / ۳۶٫۹۸۱۷°شمالی ۵۵٫۲۲۷۱°شرقی |        | ۳۹۳  |
| گگ سوری            | ۳۷°۲۳′۱۸″شمالی ۵۵°۵۳′۰۳″شرقی / ۳۷٫۳۸۸۳°شمالی ۵۵٫۸۸۴۳°شرقی |        | ۳۹۴  |
| گل جنین نساما      | ۳۶°۵۲′۳۶″شمالی ۵۵°۲۵′۵۳″شرقی / ۳۶٫۸۷۶۸°شمالی ۵۵٫۴۳۱۳°شرقی |        | ۳۹۵  |
| گل رز              | ۳۶°۴۸′۵۹″شمالی ۵۴°۴۰′۴۲″شرقی / ۳۶٫۸۱۶۴°شمالی ۵۴٫۶۷۸۳°شرقی |        | ۳۹۶  |
| گل نیاز            | ۳۷°۴۶′۳۴″شمالی ۵۵°۴۱′۲۷″شرقی / ۳۷٫۷۷۶۱°شمالی ۵۵٫۶۹۰۷°شرقی |        | ۳۹۷  |
| گنبدلی             | ۳۷°۴۷′۱۵″شمالی ۵۵°۵۲′۵۰″شرقی / ۳۷٫۷۸۷۶°شمالی ۵۵٫۸۸۰۵°شرقی |        | ۳۹۸  |
| گنجه               | ۳۷°۱۱′۴۵″شمالی ۵۵°۲۹′۳۹″شرقی / ۳۷٫۱۹۵۷°شمالی ۵۵٫۴۹۴۱°شرقی |        | ۳۹۹  |
| گندمی              | ۳۶°۵۳′۰۶″شمالی ۵۵°۲۰′۲۹″شرقی / ۳۶٫۸۸۵۰°شمالی ۵۵٫۳۴۱۴°شرقی |        | ۴۰۰  |
| گندی گل علی        | ۳۶°۴۶′۴۴″شمالی ۵۴°۵۰′۰۰″شرقی / ۳۶٫۷۷۹۰°شمالی ۵۴٫۸۳۳۲°شرقی |        | ۴۰۱  |
| گهواره کوه         | ۳۶°۳۰′۱۲″شمالی ۵۴°۰۸′۰۰″شرقی / ۳۶٫۵۰۳۴°شمالی ۵۴٫۱۳۳۴°شرقی |        | ۴۰۲  |
| گوکشان             | ۳۶°۳۱′۲۴″شمالی ۵۴°۲۶′۴۶″شرقی / ۳۶٫۵۲۳۴°شمالی ۵۴٫۴۴۶۲°شرقی |        | ۴۰۳  |
| گوگ کوه            | ۳۶°۳۶′۲۷″شمالی ۵۴°۱۵′۳۱″شرقی / ۳۶٫۶۰۷۶°شمالی ۵۴٫۲۵۸۷°شرقی |        | ۴۰۴  |
| گولای              | ۳۶°۵۰′۱۹″شمالی ۵۵°۱۱′۴۱″شرقی / ۳۶٫۸۳۸۶°شمالی ۵۵٫۱۹۴۶°شرقی |        | ۴۰۵  |
| گولوداغ            | ۳۷°۳۵′۳۶″شمالی ۵۵°۵۱′۳۹″شرقی / ۳۷٫۵۹۳۴°شمالی ۵۵٫۸۶۰۸°شرقی |        | ۴۰۶  |
| گونی یاتان         | ۳۷°۴۵′۱۵″شمالی ۵۵°۵۷′۱۹″شرقی / ۳۷٫۷۵۴۳°شمالی ۵۵٫۹۵۵۳°شرقی |        | ۴۰۷  |
| گینگ آده           | ۳۷°۳۰′۳۶″شمالی ۵۵°۴۲′۰۳″شرقی / ۳۷٫۵۱۰۰°شمالی ۵۵٫۷۰۰۷°شرقی |        | ۴۰۸  |
| لالان              | ۳۶°۴۳′۴۹″شمالی ۵۴°۴۳′۲۵″شرقی / ۳۶٫۷۳۰۳°شمالی ۵۴٫۷۲۳۵°شرقی |        | ۴۰۹  |
| لاله بند           | ۳۶°۴۴′۴۱″شمالی ۵۴°۴۰′۴۹″شرقی / ۳۶٫۷۴۴۶°شمالی ۵۴٫۶۸۰۲°شرقی |        | ۴۱۰  |
| لامور              | ۳۶°۴۶′۳۴″شمالی ۵۴°۳۰′۴۲″شرقی / ۳۶٫۷۷۶۲°شمالی ۵۴٫۵۱۱۷°شرقی |        | ۴۱۱  |
| لره کوه            | ۳۶°۳۸′۲۳″شمالی ۵۴°۲۸′۱۷″شرقی / ۳۶٫۶۳۹۷°شمالی ۵۴٫۴۷۱۴°شرقی |        | ۴۱۲  |
| لسار               | ۳۶°۳۹′۵۷″شمالی ۵۴°۰۵′۳۱″شرقی / ۳۶٫۶۶۵۹°شمالی ۵۴٫۰۹۱۹°شرقی |        | ۴۱۳  |
| لغمالی             | ۳۶°۴۱′۲۱″شمالی ۵۳°۵۶′۰۲″شرقی / ۳۶٫۶۸۹۲°شمالی ۵۳٫۹۳۴۰°شرقی |        | ۴۱۴  |
| مازلی              | ۳۷°۳۴′۵۰″شمالی ۵۵°۴۸′۳۶″شرقی / ۳۷٫۵۸۰۶°شمالی ۵۵٫۸۱۰۰°شرقی |        | ۴۱۵  |
| ماس لنگه           | ۳۶°۴۴′۰۸″شمالی ۵۴°۱۴′۱۸″شرقی / ۳۶٫۷۳۵۵°شمالی ۵۴٫۲۳۸۲°شرقی |        | ۴۱۶  |
| ماس لنگه           | ۳۶°۴۴′۰۴″شمالی ۵۴°۱۵′۰۶″شرقی / ۳۶٫۷۳۴۴°شمالی ۵۴٫۲۵۱۶°شرقی |        | ۴۱۷  |
| محمدزمان           | ۳۷°۱۹′۴۰″شمالی ۵۵°۴۹′۲۶″شرقی / ۳۷٫۳۲۷۹°شمالی ۵۵٫۸۲۳۸°شرقی |        | ۴۱۸  |
| مرزنگ              | ۳۶°۳۶′۵۶″شمالی ۵۴°۲۵′۴۱″شرقی / ۳۶٫۶۱۵۶°شمالی ۵۴٫۴۲۸۱°شرقی |        | ۴۱۹  |
| مرگن کوهی          | ۳۷°۴۲′۵۷″شمالی ۵۵°۵۸′۲۹″شرقی / ۳۷٫۷۱۵۸°شمالی ۵۵٫۹۷۴۷°شرقی |        | ۴۲۰  |
| مزارلی تخته        | ۳۷°۲۱′۵۱″شمالی ۵۵°۵۴′۳۸″شرقی / ۳۷٫۳۶۴۱°شمالی ۵۵٫۹۱۰۶°شرقی |        | ۴۲۱  |
| مسجدلی             | ۳۷°۳۶′۳۰″شمالی ۵۵°۲۳′۵۱″شرقی / ۳۷٫۶۰۸۳°شمالی ۵۵٫۳۹۷۵°شرقی |        | ۴۲۲  |
| مغزی کمر           | ۳۶°۴۹′۱۲″شمالی ۵۴°۵۷′۰۷″شرقی / ۳۶٫۸۲۰۰°شمالی ۵۴٫۹۵۱۹°شرقی |        | ۴۲۳  |
| مقرید              | ۳۶°۴۴′۱۰″شمالی ۵۴°۴۷′۰۵″شرقی / ۳۶٫۷۳۶۰°شمالی ۵۴٫۷۸۴۶°شرقی |        | ۴۲۴  |
| ملیارتو            | ۳۶°۴۷′۲۴″شمالی ۵۴°۵۵′۱۳″شرقی / ۳۶٫۷۹۰۰°شمالی ۵۴٫۹۲۰۲°شرقی |        | ۴۲۵  |
| میان پشتو          | ۳۶°۴۳′۰۳″شمالی ۵۴°۴۵′۱۰″شرقی / ۳۶٫۷۱۷۵°شمالی ۵۴٫۷۵۲۸°شرقی |        | ۴۲۶  |
| میان پشتو          | ۳۶°۴۲′۵۰″شمالی ۵۴°۴۴′۱۹″شرقی / ۳۶٫۷۱۳۹°شمالی ۵۴٫۷۳۸۵°شرقی |        | ۴۲۷  |
| میان کوه           | ۳۶°۳۶′۱۵″شمالی ۵۴°۳۵′۴۳″شرقی / ۳۶٫۶۰۴۱°شمالی ۵۴٫۵۹۵۴°شرقی |        | ۴۲۸  |
| میان کوه           | ۳۶°۵۵′۵۱″شمالی ۵۵°۲۸′۵۰″شرقی / ۳۶٫۹۳۰۹°شمالی ۵۵٫۴۸۰۵°شرقی |        | ۴۲۹  |
| میان کوه           | ۳۶°۴۵′۳۹″شمالی ۵۴°۵۱′۱۰″شرقی / ۳۶٫۷۶۰۹°شمالی ۵۴٫۸۵۲۹°شرقی |        | ۴۳۰  |
| میان گر            | ۳۶°۳۳′۲۸″شمالی ۵۴°۳۱′۲۹″شرقی / ۳۶٫۵۵۷۸°شمالی ۵۴٫۵۲۴۷°شرقی |        | ۴۳۱  |
| میرداود            | ۳۷°۳۰′۰۲″شمالی ۵۵°۱۵′۱۸″شرقی / ۳۷٫۵۰۰۵°شمالی ۵۵٫۲۵۵۰°شرقی |        | ۴۳۲  |
| میلانه             | ۳۶°۳۷′۵۲″شمالی ۵۴°۱۸′۰۶″شرقی / ۳۶٫۶۳۱۰°شمالی ۵۴٫۳۰۱۶°شرقی |        | ۴۳۳  |
| میلانه             | ۳۶°۳۶′۵۹″شمالی ۵۴°۱۸′۱۰″شرقی / ۳۶٫۶۱۶۳°شمالی ۵۴٫۳۰۲۹°شرقی |        | ۴۳۴  |
| میله سر            | ۳۶°۴۴′۴۵″شمالی ۵۴°۴۵′۰۴″شرقی / ۳۶٫۷۴۵۹°شمالی ۵۴٫۷۵۱۲°شرقی |        | ۴۳۵  |
| میله سر            | ۳۶°۴۵′۴۶″شمالی ۵۴°۴۷′۰۰″شرقی / ۳۶٫۷۶۲۹°شمالی ۵۴٫۷۸۳۴°شرقی |        | ۴۳۶  |
| میله سر            | ۳۶°۴۴′۳۷″شمالی ۵۴°۴۴′۱۲″شرقی / ۳۶٫۷۴۳۵°شمالی ۵۴٫۷۳۶۷°شرقی |        | ۴۳۷  |
| میله صدوهشتاد      | ۳۸°۰۴′۲۳″شمالی ۵۶°۱۲′۲۴″شرقی / ۳۸٫۰۷۳۱°شمالی ۵۶٫۲۰۶۶°شرقی |        | ۴۳۸  |
| نارچین             | ۳۷°۲۸′۰۶″شمالی ۵۵°۵۲′۱۶″شرقی / ۳۷٫۴۶۸۲°شمالی ۵۵٫۸۷۱۰°شرقی |        | ۴۳۹  |
| نارچین             | ۳۷°۲۷′۵۲″شمالی ۵۵°۵۳′۱۸″شرقی / ۳۷٫۴۶۴۵°شمالی ۵۵٫۸۸۸۲°شرقی |        | ۴۴۰  |
| نجاره              | ۳۶°۴۲′۵۴″شمالی ۵۴°۵۲′۵۶″شرقی / ۳۶٫۷۱۴۹°شمالی ۵۴٫۸۸۲۲°شرقی |        | ۴۴۱  |
| نرگزلی             | ۳۷°۳۶′۰۵″شمالی ۵۵°۴۶′۴۵″شرقی / ۳۷٫۶۰۱۴°شمالی ۵۵٫۷۷۹۳°شرقی |        | ۴۴۲  |
| نرگس کمر           | ۳۶°۳۹′۳۱″شمالی ۵۴°۵۰′۵۰″شرقی / ۳۶٫۶۵۸۵°شمالی ۵۴٫۸۴۷۳°شرقی |        | ۴۴۳  |
| نسام               | ۳۷°۰۶′۰۹″شمالی ۵۵°۲۲′۵۷″شرقی / ۳۷٫۱۰۲۴°شمالی ۵۵٫۳۸۲۴°شرقی |        | ۴۴۴  |
| نسام ونامه         | ۳۶°۳۳′۳۳″شمالی ۵۴°۳۰′۰۳″شرقی / ۳۶٫۵۵۹۱°شمالی ۵۴٫۵۰۰۷°شرقی |        | ۴۴۵  |
| نسام ونامه         | ۳۶°۳۳′۱۸″شمالی ۵۴°۲۹′۰۵″شرقی / ۳۶٫۵۵۵۰°شمالی ۵۴٫۴۸۴۸°شرقی |        | ۴۴۶  |
| نساماران           | ۳۶°۵۷′۴۹″شمالی ۵۵°۰۰′۰۴″شرقی / ۳۶٫۹۶۳۶°شمالی ۵۵٫۰۰۱۱°شرقی |        | ۴۴۷  |
| نشاء               | ۳۷°۰۴′۴۹″شمالی ۵۵°۱۸′۱۸″شرقی / ۳۷٫۰۸۰۲°شمالی ۵۵٫۳۰۵۱°شرقی |        | ۴۴۸  |
| نقارخانه           | ۳۶°۵۶′۴۵″شمالی ۵۵°۱۳′۵۸″شرقی / ۳۶٫۹۴۵۸°شمالی ۵۵٫۲۳۲۸°شرقی |        | ۴۴۹  |
| نمدال تپه          | ۳۷°۰۰′۴۵″شمالی ۵۵°۳۰′۲۱″شرقی / ۳۷٫۰۱۲۴°شمالی ۵۵٫۵۰۵۷°شرقی |        | ۴۵۰  |
| نمدولی             | ۳۶°۵۵′۲۵″شمالی ۵۵°۰۲′۵۱″شرقی / ۳۶٫۹۲۳۵°شمالی ۵۵٫۰۴۷۵°شرقی |        | ۴۵۱  |
| نیله ته            | ۳۶°۴۱′۵۰″شمالی ۵۴°۵۴′۵۴″شرقی / ۳۶٫۶۹۷۲°شمالی ۵۴٫۹۱۵۱°شرقی |        | ۴۵۲  |
| نیلوکوه            | ۳۷°۱۵′۵۲″شمالی ۵۵°۲۷′۲۴″شرقی / ۳۷٫۲۶۴۵°شمالی ۵۵٫۴۵۶۷°شرقی |        | ۴۵۳  |
| هارون              | ۳۶°۵۱′۲۲″شمالی ۵۴°۵۳′۰۸″شرقی / ۳۶٫۸۵۶۱°شمالی ۵۴٫۸۸۵۵°شرقی |        | ۴۵۴  |
| هارون              | ۳۶°۴۹′۵۴″شمالی ۵۴°۵۰′۳۴″شرقی / ۳۶٫۸۳۱۷°شمالی ۵۴٫۸۴۲۹°شرقی |        | ۴۵۵  |
| هفت چیل            | ۳۶°۳۸′۱۱″شمالی ۵۴°۴۹′۵۰″شرقی / ۳۶٫۶۳۶۵°شمالی ۵۴٫۸۳۰۵°شرقی |        | ۴۵۶  |
| هندی سر            | ۳۶°۳۲′۰۴″شمالی ۵۴°۱۹′۱۲″شرقی / ۳۶٫۵۳۴۵°شمالی ۵۴٫۳۱۹۹°شرقی |        | ۴۵۷  |
| هنک کوه            | ۳۷°۵۳′۰۶″شمالی ۵۶°۱۷′۴۲″شرقی / ۳۷٫۸۸۵۰°شمالی ۵۶٫۲۹۴۹°شرقی |        | ۴۵۸  |
| هنک کوه            | ۳۷°۵۲′۲۵″شمالی ۵۶°۱۷′۰۹″شرقی / ۳۷٫۸۷۳۵°شمالی ۵۶٫۲۸۵۷°شرقی |        | ۴۵۹  |
| هنک کوه            | ۳۷°۵۲′۰۳″شمالی ۵۶°۱۰′۴۲″شرقی / ۳۷٫۸۶۷۵°شمالی ۵۶٫۱۷۸۲°شرقی |        | ۴۶۰  |
| هنک کوه            | ۳۷°۵۲′۴۳″شمالی ۵۶°۱۳′۱۱″شرقی / ۳۷٫۸۷۸۵°شمالی ۵۶٫۲۱۹۸°شرقی |        | ۴۶۱  |
| وانگرزنو           | ۳۶°۳۸′۲۴″شمالی ۵۴°۴۵′۱۴″شرقی / ۳۶٫۶۴۰۰°شمالی ۵۴٫۷۵۳۹°شرقی |        | ۴۶۲  |
| وزمه               | ۳۶°۳۵′۵۴″شمالی ۵۴°۱۰′۰۱″شرقی / ۳۶٫۵۹۸۴°شمالی ۵۴٫۱۶۶۹°شرقی |        | ۴۶۳  |
| وک تاله            | ۳۶°۳۴′۳۹″شمالی ۵۴°۱۹′۵۸″شرقی / ۳۶٫۵۷۷۶°شمالی ۵۴٫۳۳۲۹°شرقی |        | ۴۶۴  |
| ویرو               | ۳۶°۵۶′۳۴″شمالی ۵۵°۱۱′۵۹″شرقی / ۳۶٫۹۴۲۸°شمالی ۵۵٫۱۹۹۶°شرقی |        | ۴۶۵  |
| یاریان             | ۳۶°۳۳′۰۳″شمالی ۵۴°۱۱′۳۶″شرقی / ۳۶٫۵۵۰۸°شمالی ۵۴٫۱۹۳۲°شرقی |        | ۴۶۶  |
| یال سنگ دندانه     | ۳۶°۵۹′۵۵″شمالی ۵۵°۱۲′۴۲″شرقی / ۳۶٫۹۹۸۷°شمالی ۵۵٫۲۱۱۸°شرقی |        | ۴۶۷  |
| یال سنگ سرا        | ۳۶°۵۸′۵۳″شمالی ۵۵°۱۲′۰۹″شرقی / ۳۶٫۹۸۱۴°شمالی ۵۵٫۲۰۲۵°شرقی |        | ۴۶۸  |
| یال لیرم           | ۳۶°۵۷′۴۹″شمالی ۵۵°۰۹′۲۱″شرقی / ۳۶٫۹۶۳۵°شمالی ۵۵٫۱۵۵۸°شرقی |        | ۴۶۹  |
| یال مرزمیان روستاق | ۳۶°۵۱′۰۵″شمالی ۵۵°۰۳′۱۱″شرقی / ۳۶٫۸۵۱۵°شمالی ۵۵٫۰۵۳۱°شرقی |        | ۴۷۰  |
| یال یوقورعلی       | ۳۶°۵۸′۵۷″شمالی ۵۵°۰۸′۲۵″شرقی / ۳۶٫۹۸۲۵°شمالی ۵۵٫۱۴۰۴°شرقی |        | ۴۷۱  |
| یخ کش              | ۳۶°۴۲′۳۷″شمالی ۵۴°۲۳′۵۸″شرقی / ۳۶٫۷۱۰۲°شمالی ۵۴٫۳۹۹۴°شرقی |        | ۴۷۲  |
| یخوم جوزچال        | ۳۶°۴۸′۴۳″شمالی ۵۵°۱۰′۴۳″شرقی / ۳۶٫۸۱۱۹°شمالی ۵۵٫۱۷۸۷°شرقی |        | ۴۷۳  |
| یفلگ داش           | ۳۷°۳۴′۴۵″شمالی ۵۵°۱۹′۰۹″شرقی / ۳۷٫۵۷۹۳°شمالی ۵۵٫۳۱۹۲°شرقی |        | ۴۷۴  |
| یکرقج              | ۳۶°۴۶′۱۶″شمالی ۵۵°۰۱′۰۰″شرقی / ۳۶٫۷۷۱۲°شمالی ۵۵٫۰۱۶۷°شرقی |        | ۴۷۵  |
| یکه دار            | ۳۶°۵۱′۲۲″شمالی ۵۴°۴۸′۲۷″شرقی / ۳۶٫۸۵۶۰°شمالی ۵۴٫۸۰۷۵°شرقی |        | ۴۷۶  |
| یکه طاقه           | ۳۷°۵۸′۳۳″شمالی ۵۶°۰۴′۳۰″شرقی / ۳۷٫۹۷۵۸°شمالی ۵۶٫۰۷۴۹°شرقی |        | ۴۷۷  |
| یکه ماوی           | ۳۷°۴۴′۳۱″شمالی ۵۵°۵۸′۱۹″شرقی / ۳۷٫۷۴۱۹°شمالی ۵۵٫۹۷۱۹°شرقی |        | ۴۷۸  |
| یل دگرمان          | ۳۷°۴۵′۵۶″شمالی ۵۵°۴۳′۳۱″شرقی / ۳۷٫۷۶۵۵°شمالی ۵۵٫۷۲۵۲°شرقی |        | ۴۷۹  |
| یلی                | ۳۸°۰۵′۰۹″شمالی ۵۵°۵۵′۴۳″شرقی / ۳۸٫۰۸۵۸°شمالی ۵۵٫۹۲۸۵°شرقی |        | ۴۸۰  |
| یورت گل گلی        | ۳۶°۵۶′۰۳″شمالی ۵۵°۱۰′۵۱″شرقی / ۳۶٫۹۳۴۲°شمالی ۵۵٫۱۸۰۸°شرقی |        | ۴۸۱  |

## عکس

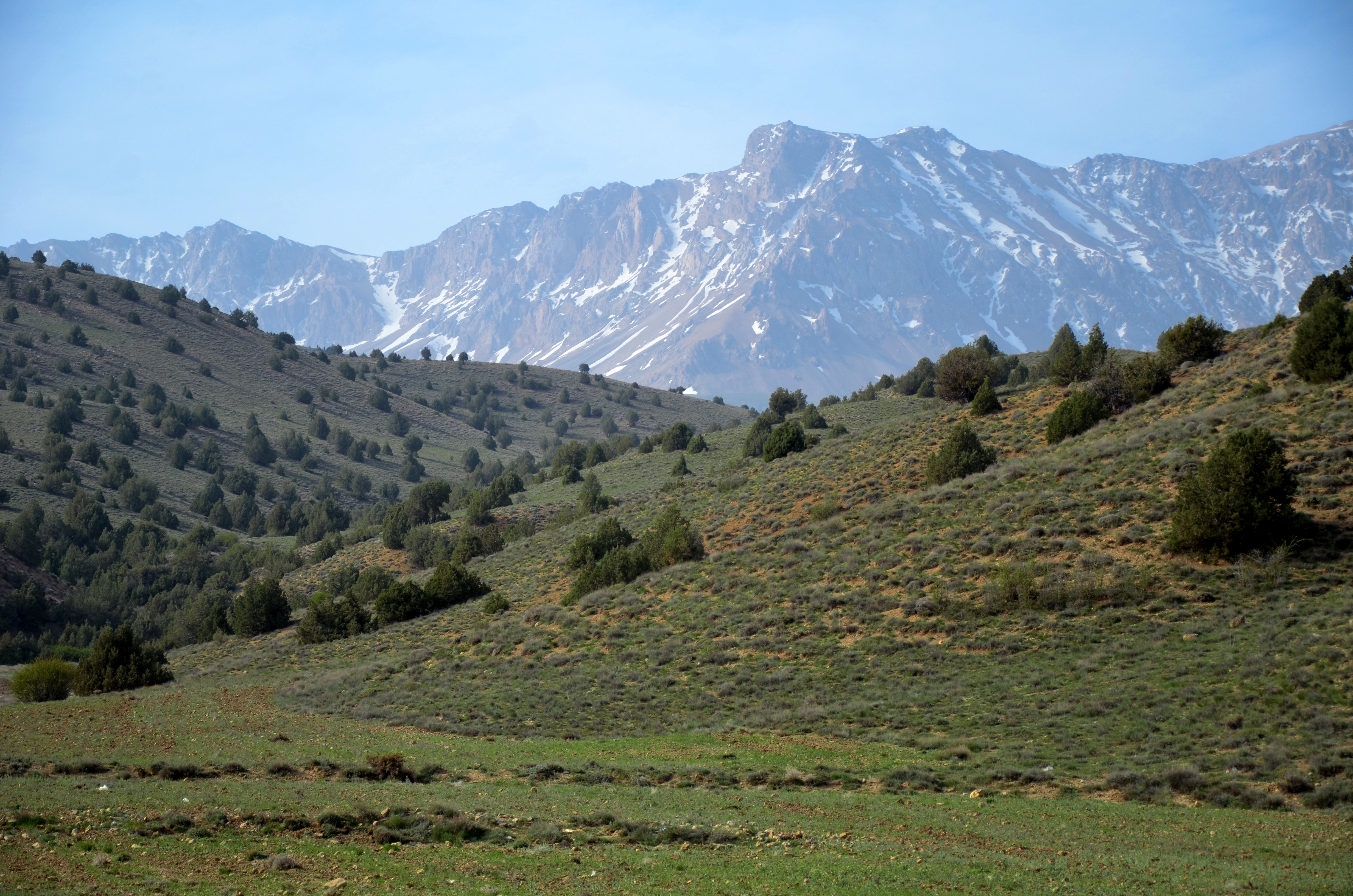
خط‌الرأس کهکشان ۱۳ اردیبهشت ۱۳۹۴